# Schlacht um Luzon
Luzon

Mindoro – Lingayen  – Bataan – Manila – Corregidor
Visayas

Leyte – TE/WA – Panay – Simara – Negros – Cebu City
Mindanao

Bukidnon – Maguindanao/Cotabato – Davao
Operationen zur See

Convoy Hi-71 – Shin'yō Maru Vorfall – Formosa  – Golf von Leyte – Bucht von Ormoc – Convoy Hi-81 – Südchinesisches Meer – Taipeh  – Schlacht am 24. Juli 1945
Die Schlacht um Luzon (auch bekannt als Operation um Luzon und Operation Musketeer: Mike I) war eine militärische Operation, die 1945 während des Pazifikkriegs zwischen der amerikanischen Armee und den Kaiserlich Japanischen Streitkräften ausgetragen wurde. Schauplatz war die größte Philippineninsel Luzon, die 1942 von den Japanern während der Schlacht um die Philippinen erobert worden war. Die Kämpfe begannen am 9. Januar 1945 mit der US-Landung im Golf von Lingayen und dauerten mehr als sechs Monate. Der Dschungel von Luzon bot den japanischen Verteidigern während der Operation viele Verstecke und Verteidigungsmöglichkeiten. Obwohl der Vorstoß der US-Truppen anfangs schnell verlief, kam er bereits Ende Januar zum Stocken, da die Japaner mehrere wichtige Städte entschlossen und hartnäckig verteidigten. Diese Orte wurden von einigen amerikanischen Verbänden eingekesselt und erobert, während der Vormarsch der US-Armee durch die restlichen Truppen fortgesetzt wurde. Bereits am 2. Februar wurde die philippinische Hauptstadt Manila von Einheiten der 1. US-Kavalleriedivision erreicht. Nach dem Verlust der wichtigsten Städte im Süden und der Mitte der Insel zogen sich die restlichen japanischen Truppen unter dem Befehl von General Yamashita in den Norden zurück, wo sie sich mittels einer Verzögerungs- und Guerillataktik bis in den August hinein halten konnten. Die Kämpfe auf der Insel endeten am 15. August 1945 mit einem Waffenstillstand. Am 2. September wurde die bedingungslose Kapitulation aller japanischen Truppen auf Luzon unterzeichnet.

## Hintergrund
Die USA hatten die Philippinen 1898 als Ergebnis des Spanisch-Amerikanischen Krieges von Spanien gekauft und diese in der Folge, entgegen den Erwartungen der philippinischen Unabhängigkeitsbewegung und einer breiten Öffentlichkeit, in eine De-facto-Kolonie umgewandelt. Eine Unabhängigkeitsbewegung auf den Philippinen wurde im Philippinisch-Amerikanischen Krieg zerschlagen und die amerikanische Vorherrschaft bis zum Ausbruch des Pazifikkriegs nicht mehr herausgefordert. Nach dem Angriff auf Pearl Harbor landeten am 8. Dezember 1941 japanische Truppen unter General Homma Masaharu auf den Philippinen und drängten die etwa 180.000 amerikanischen und philippinischen Soldaten unter General Douglas MacArthur immer weiter zurück. Während MacArthur sich mit den letzten kampffähigen Truppen auf die Insel Corregidor zurückzog, ergaben sich die auf Luzon verbliebenen amerikanischen Soldaten am 9. April auf der Halbinsel Bataan. Die rund 70.000 Überlebenden der philippinischen und amerikanischen Streitkräfte wurden von den japanischen Truppen in das Lager von Camp O’Donnell gebracht. Auf dem Weg dorthin starben etwa 2000 US-Soldaten und 16.000 Filipinos. Der Marsch wurde als Todesmarsch von Bataan bekannt. General MacArthur war bereits am 12. März an Bord eines Schnellbootes von Corregidor nach Australien gebracht worden.
Bereits im September 1942 jedoch, nach der für Japan empfindlichen Niederlage in der Seeschlacht um Midway am 6. Juni, wies MacArthur den Vereinigten Generalstab darauf hin, dass es seiner Meinung nach notwendig sei, die Philippinen von den Japanern zu befreien. Der US-Stab besprach die Möglichkeit, die Philippinen schon zu diesem Zeitpunkt zu erobern, lehnte sie jedoch aus strategischen Gründen vorerst ab: Die US-Truppen operierten bereits in den Salomonen und Neuguinea, weshalb keine ausreichenden Kapazitäten an Truppen und Schiffen zur Rückeroberung der Philippinen zur Verfügung stünden. Zudem wurde auch eine Landung auf Taiwan in Erwägung gezogen, welches seit 1895 zu Japan gehörte und für dieses wirtschaftlich enorm wichtig war.

### Strategische Bedeutung der Insel
Für die Japaner war es entscheidend, die Philippinen unter ihrer Kontrolle zu behalten, da die amerikanischen Truppen von dort aus die japanischen Verbände im südlichen Pazifik von den restlichen Streitkräften in China, Burma und Indochina abschneiden konnten. Die Philippinen könnten von den Amerikanern, im Falle einer späteren Rückeroberung von Borneo oder Singapur, als vorgeschobene Operationsbasis benutzt werden und als Basis für Luftangriffe dienen. Außerdem war der Archipel für die japanische Kriegsindustrie eine wichtige Quelle für Versorgungsgüter, speziell für Gummi und Leinen. Strategisch besaßen die Philippinen für Japan eine Schlüsselposition auf den Seerouten von Borneo und Sumatra, auf denen das kriegswichtige Erdöl nach Japan transportiert wurde.

### Beginn der Rückeroberung der Philippinen
Im Juli 1944, nach der Vernichtung verschiedener japanischer Flotten, unter anderem bei den Marianen-Inseln, hielt der US-Stab, nachdem er unter heftigen Druck durch Präsident Franklin D. Roosevelt, MacArthur selbst und die amerikanische Presse gesetzt worden war, die Zeit für gekommen, eine amphibische Landung auf den Philippineninseln durchzuführen. Im September wurde MacArthur schließlich die Erlaubnis erteilt, eine Landstreitmacht zu führen, die im Oktober 1944 auf der Insel Leyte landen sollte. Gleichzeitig sollte die Marine versuchen, die japanische Flotte in einer großen Seeschlacht bei Leyte und Samar zu vernichten und als kriegsbestimmenden Faktor auszuschalten.
Die Invasion von Leyte war die umfangreichste amphibische Operation, die von amerikanischen und alliierten Kräften im Pazifikkrieg bis dahin durchgeführt wurde. General MacArthur bestimmte man zum Oberkommandierenden der See-, Luft- und Landstreitkräfte für die Operation. Die alliierte Marine- und Luftunterstützung bestand hauptsächlich aus der 7. US-Flotte unter Vizeadmiral Thomas C. Kinkaid. Diese Flotte sollte die Landungstruppen befördern, an den Stränden absetzen und unterstützen. Die Royal Australian Navy steuerte als zweitgrößter Flottenanteil fünf Kriegsschiffe, drei Landungs- und fünf Versorgungsboote zur siebten Flotte bei. Leyte wurde im Dezember 1944 endgültig gesichert.
Nach der erfolgreichen Invasion wurden die Pläne ausgearbeitet, die Insel Luzon anzugreifen und somit die Japaner weiterhin wirtschaftlich und militärisch zu schwächen.

## Amerikanische Angriffsplanung
Der amerikanische Generalstab hatte bereits 1943 einen Operationsplan für einen Angriff auf Luzon ausgearbeitet. Dieser sah vor, zunächst die japanischen Verbände im Süden der Insel und in der Hauptstadt Manila anzugreifen und sie von der restlichen Garnison im Norden der Insel abzuschneiden. Bei diesem Plan blieb allerdings offen, was nach der Eroberung Manilas geschehen und ob man sich erst der japanischen Besatzung im Norden zuwenden oder erst die wichtigsten Städte Südluzons befreien sollte. Am 25. Juli 1943 forderte Roosevelt dann aber persönlich den Stab auf, in den Plänen nach der Einkesselung Manilas einen Vorstoß in Richtung Norden vorzusehen. MacArthur stimmte diesem Plan ebenfalls zu. Die Befehlshaber der zwei US-Armeen, die für die Ausführung der Operation gegen Luzon vorgesehen waren, insbesondere General Walter Krueger, der während der Operation das taktische Kommando führen und als Stabschef MacArthurs dienen würde, wurden über diese Entscheidung informiert.
Als Ziel der Operation legte man in einem Stabsbericht Ende Juni 1944 fest: „Ziel des Angriffes gegen die Philippineninsel Luzon ist, den Gegner im Süden dieser einzukesseln, sowie die feindlichen Verbände im Norden in doppelter Zangenumfassung zu vernichten. Erst dann wird die 6. Armee die restlichen feindlichen Stellungen zu vernichten haben“. Die Verteidiger der Insel wurden auf höchstens 150.000 Mann geschätzt, da der Operationsstab annahm, mehrere tausend Soldaten seien nach Burma verlegt worden.
Zusätzlich wurde auf Druck von General MacArthur eine Landung auf der Insel Mindoro beschlossen, um von dortigen Flugstützpunkten aus die Lingayen-Landungen zu unterstützen. Diese Landung fand am 13. Dezember 1944 statt. Innerhalb der nächsten drei Tage wurden die japanischen Truppen auf Mindoro aufgerieben. Die Insel wurde bereits am 16. Dezember komplett eingenommen.

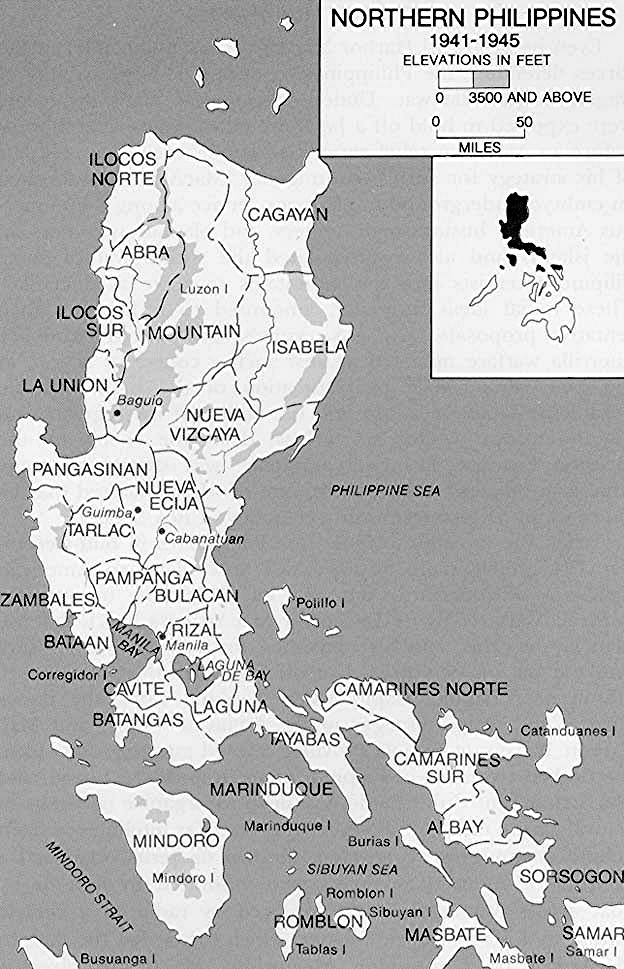
Karte Luzons mit den wichtigsten Orten, gleichzeitig japanische Stützpunkte

Die endgültigen Befehle an Kruegers Stab wurden am 25. Juli 1944 erteilt. Mehrere Fallschirm- und Panzerbataillone der 8. US-Armee wurden für diese Operation der 6. US-Armee unterstellt. Sie sollten japanische Stellungen auf Hügelketten oder ebenem Gelände angreifen. Die Infanteriedivisionen der 6. Armee hingegen sollten amphibisch im Golf von Lingayen, an der Westküste Luzons, landen und nach dem gelungenen Durchbruch den Vormarsch Richtung Manila beginnen. Die 8. Armee hingegen hatte nach diesem Plan südlich des Golfs, in der Provinz Zambales zu landen. Sie sollte dort die japanischen Linien nördlich der Halbinsel Bataan durchbrechen und diese vom Rest der Insel abschneiden, um dann Richtung Manila zu marschieren, wo sie südöstlich der Hauptstadt schwenken und die Stadt zusammen mit der 6. Armee einschließen sollte. Die inneren Flügel beider Armeen, gebildet vom I. und XI. US-Korps, hatten den Auftrag, während des Vormarsches Central Luzon zu sichern. Vorrang hatte dabei die Umzingelung und Eroberung der Städte San Miguel, Tarlac City und Baguio City, sowie der gesamten Provinzen Tarlac, Bulacan, Zambales, Pangasinan, Pampanga und Nueva Ecija. MacArthur wurde durch Roosevelt persönlich zum Oberbefehlshaber der Operation ernannt. General Krueger dagegen hatte das taktische Kommando während der Kämpfe.
General MacArthur hatte die Eroberung der Hauptstadt der Philippinen zum Prioritätsziel erklärt. Der Vormarsch auf Manila sollte nicht verzögert werden, da nach der Einnahme der Stadt vermutlich die Japaner in die Berge fliehen und den Norden Luzons fast kampflos den Amerikanern überlassen würden, so die Annahme. Vorgesehen war, dass erst im August 1945 die letzten japanischen Verteidigungen im Cagayan Valley, in Cordillera und den Bergen Nord-Luzons (die Sierra Madre) ausgehoben werden sollten.

## Japanische Lage

### Befestigungsarbeiten 1944 und 1945
Bereits kurz nach dem Beginn der Kämpfe um Leyte befahl das japanische Oberkommando, unter Druck durch das Kabinett Koiso, den Ausbau der Verteidigungsstellungen im Raum Westpazifik und speziell auf Luzon.
Seit dem 30. Oktober 1944 wurde auf der Insel, meist durch koreanische und chinesische Zwangsarbeiter, alliierte Kriegsgefangene und japanische Soldaten, der Bau mehrerer befestigter Verteidigungslinien betrieben. Die erste dieser Linien verlief im Raum San Fernando-Pozzorubio-Mapandan, die zweite im Raum Umingan-Guimba, die dritte im Raum Bambang-San Jose, während eine vierte entlang der Berge der Sierra Madre lief. Etwa 60.000–100.000 Arbeiter und Truppen beteiligten sich an den Arbeiten. Bis zum Beginn der amerikanischen Landungen auf Luzon waren die verschiedenen Verteidigungsbauten, vorwiegend Bunker, Panzersperren, Gräben, Einzellöcher, Tunnelsysteme, Panzerfallen und MG-Nester, erst zu je 20 bis 60 Prozent vollendet. Zusätzlich existierten einige alte Inselfestungen, die von den Japanern 1942 erobert worden waren: Besonders zu nennen sind hier Fort Drum (die Insel El Fraile), sowie die Insel Corregidor, die von MacArthur als letzte Verteidigung benutzt wurde. Fort Drum, auch bekannt als das Betonschlachtschiff, ist eine schwer befestigte Festungsinsel, die in der Bucht von Manila liegt. Die Insel befindet sich südlich von Corregidor und wurde 1914 von Pionieren der US-Armee zu einer starken Festung ausgebaut. Sie hatte deswegen die Form eines Schiffs und bestand fast nur aus Beton. Die Munitionsdepots und die Quartiere der rund 200 Mann starken japanischen Garnison waren von einem bis zu elf Meter dicken Stahlbetonmantel umgeben.

### Truppenstärke
Die Japaner hatten seit 1942 in den nördlichen Philippinen die 14. Regionalarmee, Tarnname Shōbu (尚武, „Kriegerverehrung“), stationiert, die 1944 etwa 450.000 Mann stark war. Am Anfang des Krieges verfügte sie über knapp 200.000 Mann, 1943 wurden diese Einheiten mit 250.000 weiteren Soldaten aufgestockt. Dabei handelte es sich nur noch teilweise um ausgebildete Soldaten. Diese waren überwiegend Veteranen, die man zumeist aus Burma und Indochina nach Luzon verlegt und mit praktisch unausgebildeten, frisch einberufenen japanischen Rekruten vereinigt hatte. Letzteren fehlte es wegen ihrer hastigen Mobilmachung an Erfahrung. Da die Waffenproduktion der japanischen Industrie ab Mai 1944 aufgrund der zahlreichen Angriffe durch B-29 Superfortress Bomber sank und die amerikanischen U-Boote inzwischen einen Großteil der japanischen Transportschiffe versenkt hatten, bestanden Nachschub- und Versorgungsprobleme, die sich insbesondere in einem Mangel an Maschinengewehren und anderen schweren Infanteriewaffen bemerkbar machten. Die meisten Soldaten waren daher nur mit relativ einfachen „Arisaka Typ 99“-Gewehren ausgerüstet. Außerdem fehlte es an Fernmeldegerät, Fahrzeugen, großkalibriger Munition und anderen Gütern, die nicht auf den Philippinen produziert werden konnten. Wegen der Knappheit an Funkgeräten war die Verbindung unter den einzelnen Verbänden besonders anfällig für Störungen.
Anfang des Jahres 1944 waren auf Luzon 275.685 Mann stationiert. Am 26. September 1944 übernahm General Yamashita Tomoyuki den Befehl über die Armee. Diese umfasste zu diesem Zeitpunkt sechs Infanteriedivisionen, die 10., 19., 23., 45., 103. und die 105. Division. Daneben waren auch die 2. Panzer-, sowie eine Fallschirmjägerdivision (Dai-1 Teishin Shūdan) vorhanden.
Die insgesamt neun Divisionen auf Luzon verteidigten eine Insel, deren Fläche 108.172 km² beträgt. Daher waren die Verbände stark verstreut und im Falle eines Angriffes nicht in der Lage, schnell zusammengezogen zu werden, um dem Feind eine durchgängige Front gegenüberzustellen. Nur die Truppen, die Verteidigungslinien bewachten, konnten schnell vereinigt werden, jedoch wären auch im Falle einer gelungenen Frontbildung nur etwa 100–200 Soldaten sowie 2–3 Geschütze je Kilometer verfügbar gewesen.

### Verteidigungsstrategie

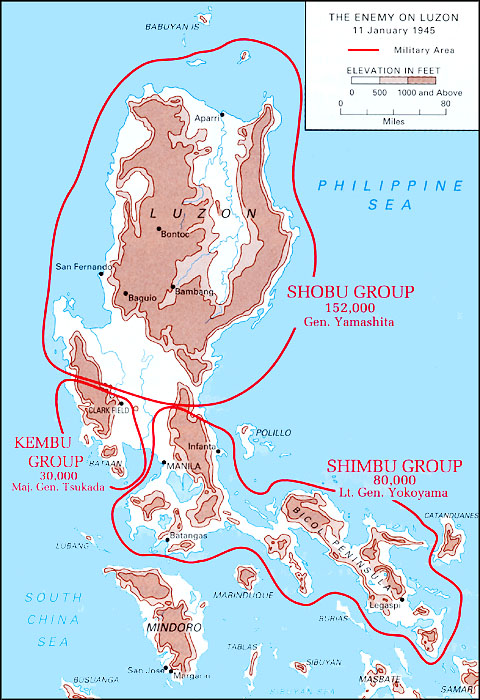
Position der drei japanischen Großverbände auf Luzon, 11. Januar 1945

Der ursprüngliche Verteidigungsplan Yamashitas basierte auf einer Verteidigung des Innenlandes. Da die Versorgung seiner Truppen im Falle einer Schlacht kritisch war, beschloss er, vorwiegend jene Regionen zu verteidigen, in denen die japanischen Truppen genügend Verpflegung hätten finden können. In seinem Lagebericht Nr. 12 an das japanische Kriegsministerium vom 1. Dezember 1944 schrieb er: „Die Taktik, die ich als angemessen betrachte, besteht darin, die Hauptstreitkraft der Truppen, die unter meinem Befehl stehen, in den Gebieten nördlich Manilas […] zu konzentrieren, da ich so eine längere Ausdauer meiner Verbände garantieren kann. Die Marine sollte derweil versuchen, mit dem Einsatz von Tokkōtai-Angriffen die feindlichen Flotten mit einem See- und Luftangriff zu vernichten. Die Gebiete westlich Manilas sind […] nicht zu verteidigen.“ Eine Verteidigung der Hauptstadt selbst sollte nach diesem Plan unterlassen werden.
Yamashitas Stab organisierte bereits im Dezember 1944 die Disposition der Einheiten: die Truppen auf Luzon wurden in drei Gruppen aufgeteilt: Shōbu (尚武), Shimbu (振武) und Kembu (建武).
Die Gruppe Shōbu sollte Nordluzon verteidigen. Ihr waren die 10., 19., 23., 103. Division unterstellt, sowie die 58. selbstständige gemischte Brigade, Teile der zweiten Panzerdivision und ein Großteil der Munition. Potentielle Luftunterstützung wurde durch einen Teil der 4. Luftflotte, die seit 1942 auf Luzon stationiert war, gewährleistet. Befehlshaber dieser Streitmacht war Yamashita selbst; sein Gefechtsstand, das Hauptquartier der Gruppe, der gesamte Operationsstab sowie die Funkzentrale waren in Baguio. Die Einheiten wurden erst Mitte Februar erstmals in die Kämpfe verwickelt. General Yamashita verfügte zwar über 109 Panzer, aber von diesen waren nur 45 modernen Typs. In der offiziellen japanischen Darstellung wurde später die Zahl von 140 Panzern genannt. Allerdings gibt es über den Umfang der japanischen Streitkräfte der Gruppe Shōbu keine verlässlichen Angaben. In verschiedenen japanischen Dokumenten reicht sie von 150.000 Soldaten, 1800 Geschützen, 109 Panzern und 360 Flugzeugen bis maximal 180.000 Soldaten, 2354 Geschützen, 140 Panzern und 530 Flugzeugen. Nach Archivmaterial ist eher von den niedrigeren Zahlen auszugehen. Diese Truppen umfassten etwa 68 Prozent des Personals und der Artillerie sowie 80 Prozent der Panzer und 40 Prozent der Flugzeuge aller japanischen Streitkräfte auf der Insel. Yamashita befahl, diese Truppen sollten jeden Meter Boden verteidigen. Um auf eventuelle Durchbrüche des Gegners in der Front vorbereitet zu sein, sammelte er nordwestlich der Hauptstreitmacht eine operative Reserve unter Generalleutnant Omura.
Die Gruppe Kembu verteidigte nach diesem Plan die Bataan-Halbinsel, das Flugfeld Clark Air Base sowie die Insel Corregidor. Sie bestand aus dem 39. Infanterieregiment und etwa 15.000 nicht in einer Einheit organisierten Matrosen und Marinesoldaten. Befehlshaber war General Rikichi Tsukada. General Tsukada verfügte über 39 Panzer sowie insgesamt etwa 33.000 Mann, 300 Geschütze und 160 Flugzeuge.
Die Gruppe Shimbu verteidigte in Südluzon das Gebiet von der Hauptstadt Manila bis zur Bicol-Halbinsel. Es gibt auch hier keine verlässlichen Angaben über den Umfang der japanischen Truppen. Sie werden auf 50.000–70.000 Soldaten, 800–980 Geschütze, 67–100 Panzer und 40–90 Flugzeuge geschätzt. Der Befehlshaber dieser Gruppe, Generalleutnant Yokoyama Shizuo, befahl etwa 30.000 dieser Soldaten, sich nordwestlich Manilas einzugraben, da er den amerikanischen Vorstoß von dort aus erwartete. Die restlichen ihm zur Verfügung stehenden Truppen sollten als Reserve dienen.

## Wichtigste Landungen in Luzon

### Landung der 6. Armee im Golf von Lingayen (9. Januar)

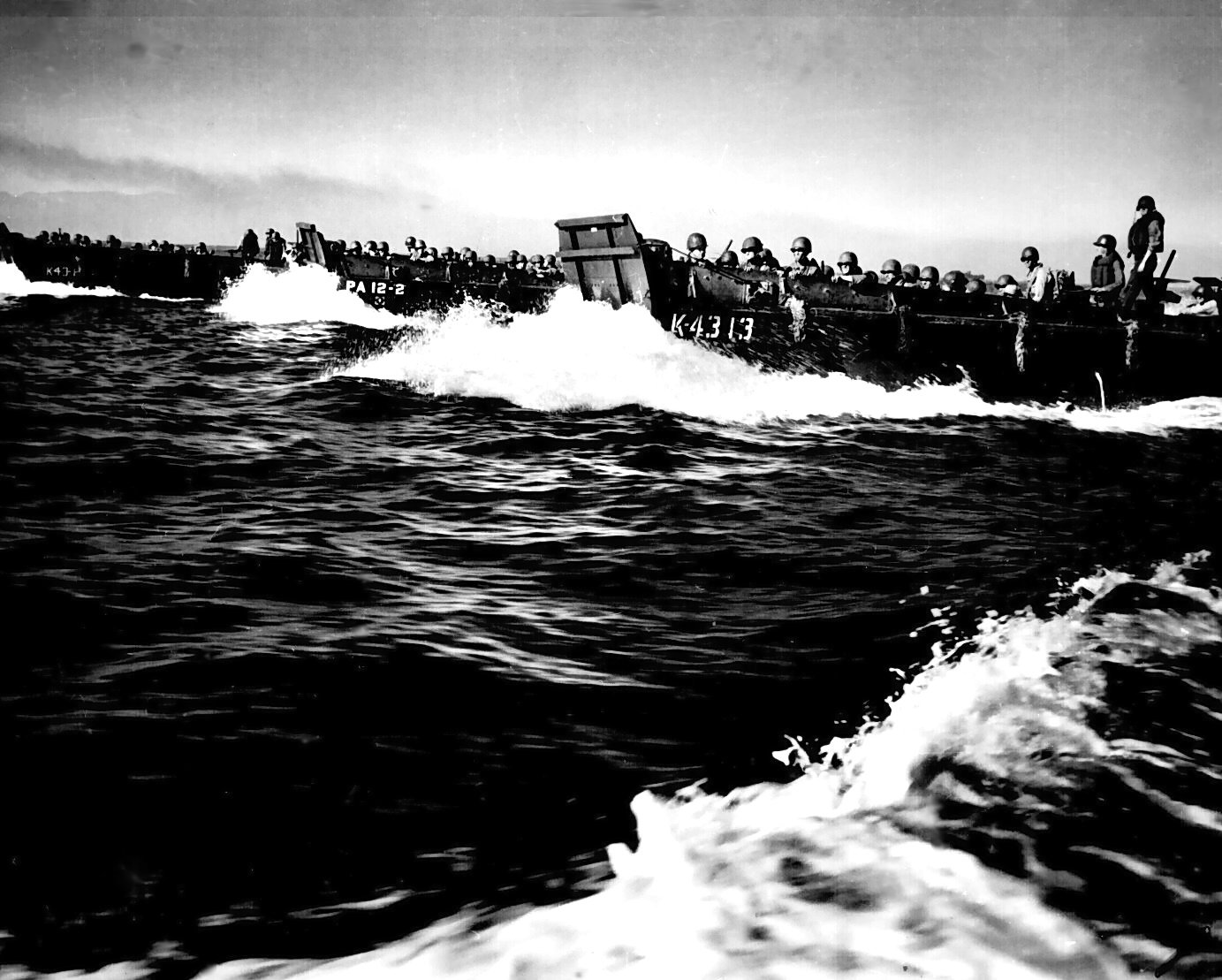
Amerikanische Landungsboote bereiten sich auf die Anlandung von Truppen vor

Die US-Truppen hatten im November 1944 die Insel Leyte eingenommen. General MacArthur erhielt nun den Befehl, eine großangelegte Operation gegen die Insel Luzon zu starten. Ziel der Operation war es, zuerst die japanischen Kommunikations- und Verteidigungsstellungen auf Luzon zu zerstören und dann mit einer amphibischen Landungsflotte die Invasionseinheiten an die Küste der Insel zu transportieren. Am 8. Januar 1945, so der Plan, sollten die amphibischen Einheiten der 6. US-Armee auf Luzon landen.
Die Einheiten der 6. Armee wurde am 1. Januar 1945 im Hafen von Ormoc auf mehrere Transportschiffe verladen. Diese Transportflotte wurde außerhalb des Golfs von Leyte von der 7. Flotte unter Admiral Jesse B. Oldendorf begleitet. Die Invasionsflotte zählte 273 Schiffe: 170 Transporter, 9 Schlachtschiffe (BB), 15 Geleitträger (CVE), 8 Leichte Kreuzer (CL), 51 Zerstörer (DD) und 20 Minensucher (AP). Sie transportierte etwa 270.000 Soldaten.

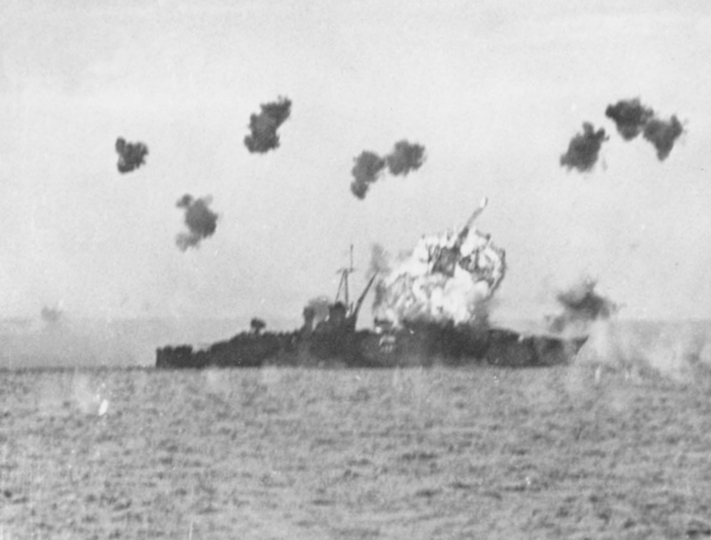
Die Louisville wird bei einem Kamikazeangriff im Golf von Lingayen getroffen

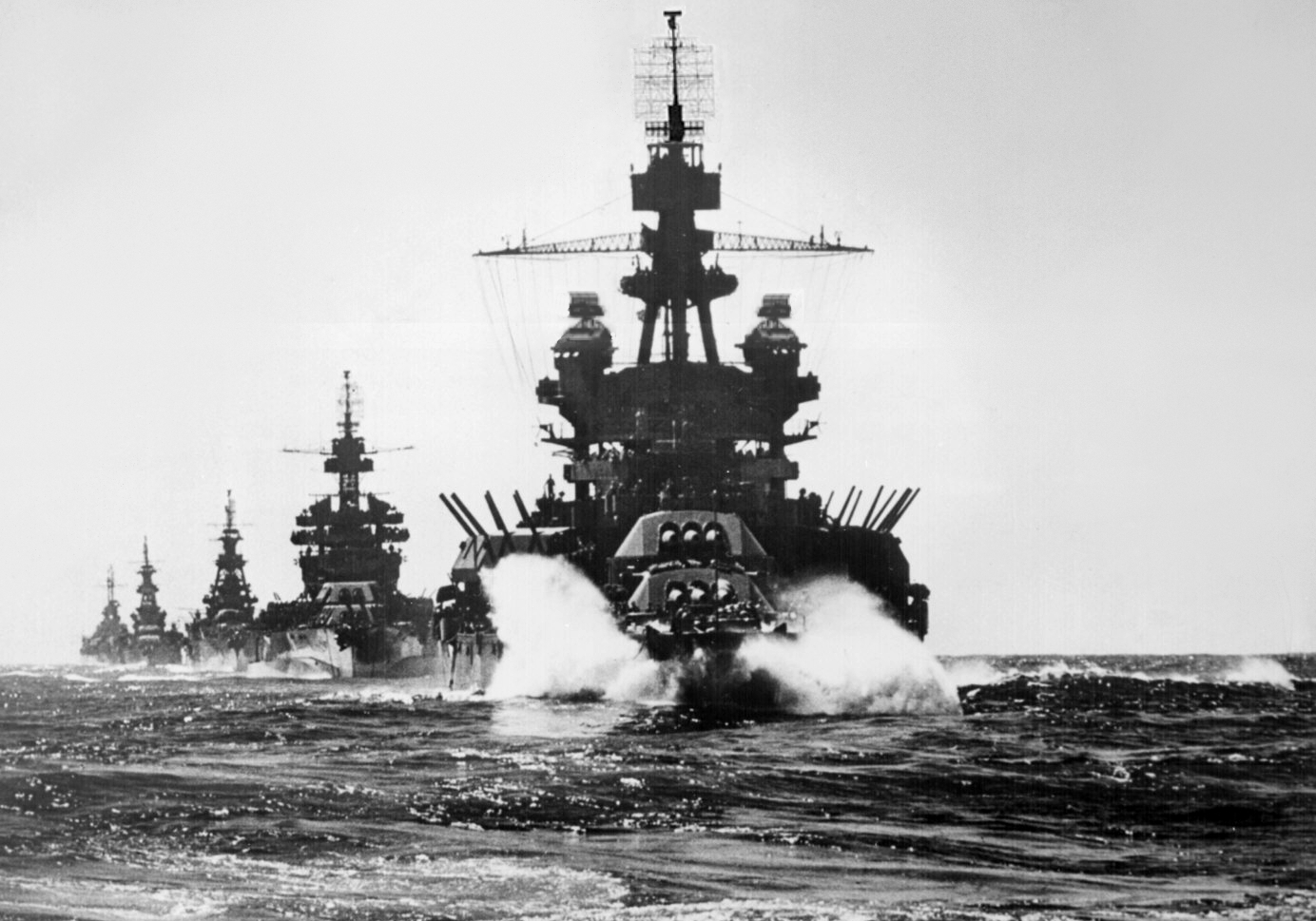
Die Pennsylvania und Teile der Invasionsflotte im Anmarsch auf Luzon

Die amerikanische Flotte wurde am Nachmittag des 2. Januar vom japanischen Geleitboot Nr. 35 etwa 50 Kilometer vor der Küste von Cebu gesichtet, welches sofort eine Funknachricht an das japanische Oberkommando auf der Insel Mindanao sendete. Das Oberkommando leitete die Nachricht weiter zum Heeresluftwaffenkommando auf Luzon. Das Heeresluftwaffenkommando sandte ein Mitsubishi F1M2 Pete Wasserflugzeug zur Aufklärung. Das Flugzeug wurde jedoch über Cebu von zwei Grumman F6F Hellcats der Flotte angegriffen und abgeschossen, wobei alle Besatzungsmitglieder umkamen.
Das Oberkommando auf Luzon beschloss, nach Aufforderung von Admiral Ugaki Matome, einen starken Shimpū-Tokkōtai-Angriff gegen die US-Flotte zu organisieren. Schon am 3. Januar waren 120 japanische Flugzeuge dafür auf den Pisten des Flugplatzes Clark Field startbereit. Es waren meist Mitsubishi A6M Zero, Mitsubishi J2M Raiden, Mitsubishi G4M Betty und Nakajima Ki-43 Oscar. Alle waren u. a. mit 250-kg-Bomben bewaffnet. Am Morgen des 3. Januar griffen jedoch nur zwei japanische Flugzeuge die Invasionsflotte an. Eines stürzte sich dabei in einem Kamikazeangriff auf einen Tanker, auf dem sein Motor das Deck durchbrach und im Maschinenraum explodierte, wodurch neben dem Piloten zwölf Seeleute starben.
Am 4. Januar griff ein Kamikaze den Geleitträger Ommaney Bay an. Das Flugzeug, eine zweimotorige Kawasaki Ki-45 Nick, durchbrach zwei Decks, bevor es explodierte. Eine Bombe des Flugzeuges detonierte in einem Flugzeugbenzin-Depot, was eine große Explosion bewirkte. Hierdurch und durch das anschließende Feuer wurde der Träger so stark beschädigt, dass er evakuiert und anschließend vom Zerstörer Burns versenkt wurde.
Während der nächsten sechs Tage griffen weitere 114 japanische Flugzeuge die Flotte an und versenkten neben dem Zerstörer Long drei Transportschiffe und einen Minensucher, die Palmer (DDM-161). Weitere Einheiten wurden getroffen, konnten aber noch zu den wichtigen Marinestützpunkten Ulithi, Leyte oder nach Pearl Harbor geschleppt werden. Unter den beschädigten Einheiten waren zwei Schlachtschiffe, vier Kreuzer, fünf Zerstörer und zwei Transportschiffe. Bei diesen Kamikazeangriffen kamen 325 Seeleute um und etwa 800 weitere wurden verletzt. Von den eingeschifften Landungstruppen starben 240, während 293 verletzt wurden.

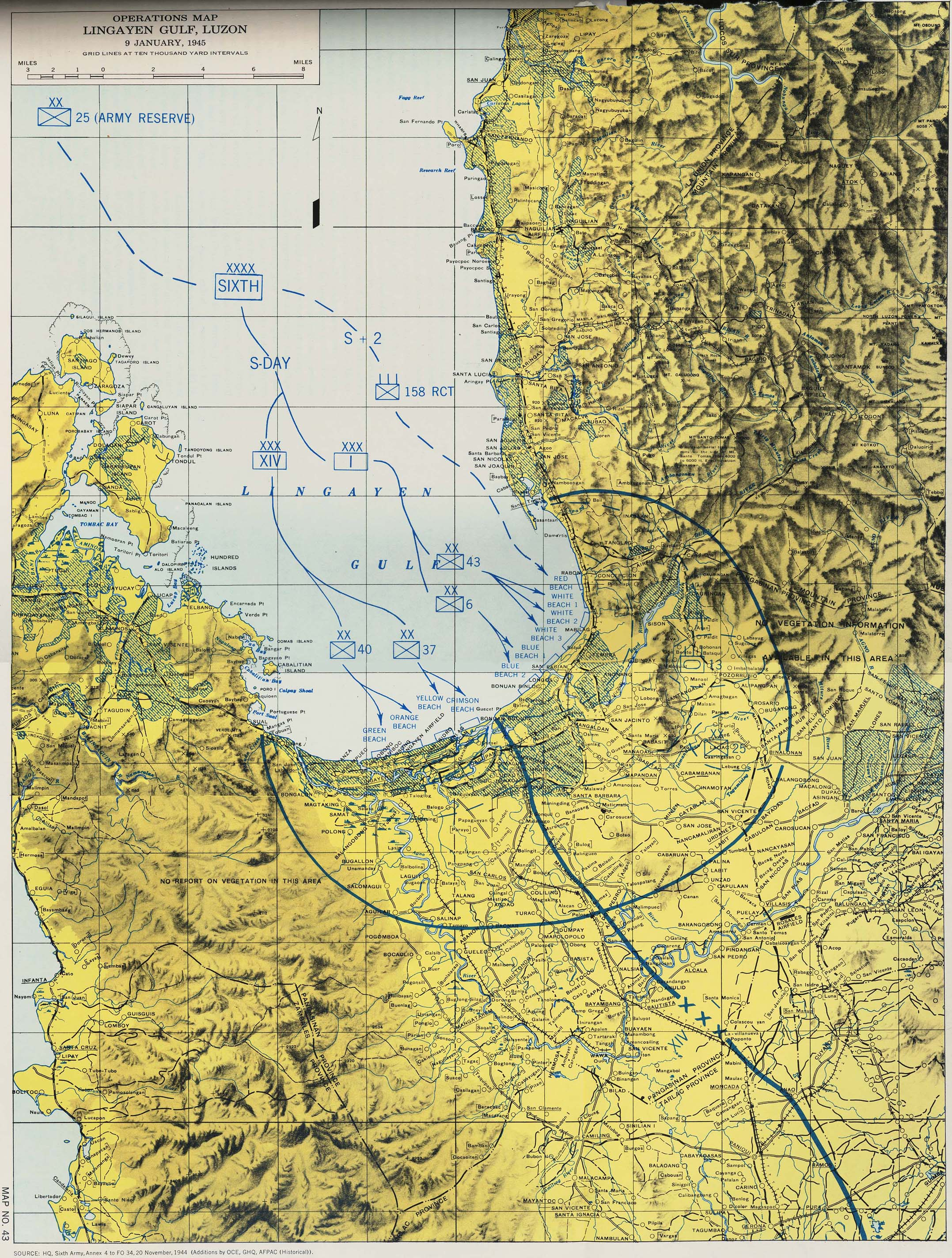
Plan für die Landung im Golf von Lingayen (20. Nov. 1944)

Am 5. Januar war ein Teil der US-Flotte im Golf von Lingayen, an der Westküste von Luzon, angekommen. Zwei Schiffsformationen näherten sich der Küste bis auf 500 Meter und feuerten etwa 5.000 Granaten auf die alten US-Verteidigungsstellungen, die von den Japanern besetzt und ausgebaut worden waren. Der Beschuss dauerte sechs Stunden und zerstörte mehr als 30 feindliche Bunker und Stellungen. Etwa 350 Marineflieger bombardierten gleichzeitig die Strände und die kleineren Flugplätze im Innenland. Dabei wurden 42 japanische Flugzeuge am Boden zerstört oder abgeschossen. Weitere zwölf japanische Flugzeuge wurden über der US-Flotte von den Flugabwehrgeschützen getroffen. Die amerikanischen Verluste betrugen dagegen fünf Flugzeuge. Währenddessen bombardierte die Task Force 76, bestehend aus drei Geleitträgern, zwei Kreuzern und elf Zerstörern, die von Konteradmiral Allen E. Smith befehligt wurde, die japanischen Inseln von Chichi- und Hahajima, um zu verhindern, dass die dort stationierten japanischen Geschwader in den Luftkampf über Luzon eingriffen. Ein dritter Flottenverband unter dem Kommando von Konteradmiral James L. MacRea, bestehend aus sechs Trägern, drei Kreuzern und 23 Zerstörern, bombardierte die Kurileninseln. Der japanische leichte Kreuzer Kitakami der Kuma-Klasse wurde dabei vor Chichijima von SB2C-Helldiver-Bombern im Maschinenraum getroffen und beschädigt.
Am 6. Januar griffen noch einmal die amerikanischen Flieger die Insel an. Die 350 Flugzeuge der Task Force 38, die in etwa 250 Kilometer Entfernung vor der Küste Taiwans manövrierte, bombardierten Luzon und zerstörten 59 feindliche Flugzeuge am Boden, wobei sie zwei Bomber und 17 Jagdflugzeuge verloren. Während der folgenden Nacht griffen 78 Northrop-P-61-Nachtjäger, die von China aus operierten, die Flugfelder von Luzon an und warfen mehrere Napalmbomben ab. Sie wurden jedoch durch eine Staffel Kawasaki Ki-45 angegriffen und verloren sieben Maschinen. Die japanischen Verluste bei diesem Luftkampf sind unbekannt.
Am 7. Januar war auch die Transporterflotte, begleitet durch mehrere Kreuzer und Zerstörer, in Position im Golf von Lingayen. Um 6 Uhr morgens begann nochmals ein heftiger Beschuss des Strandes, der ab 12 Uhr von den Flugzeugen der Geleitträger, der Task Force 38 und der Bodenluftwaffe in China, insgesamt etwa 900 Maschinen, fortgeführt wurde. Die F6F Hellcats, F4U Corsairs und SB2C Helldivers griffen die Verteidigungsstellungen an den Stränden an, während mittelschwere B-25-Mitchell-Bomber die Flugplätze bombardierten. Etwa 100 japanische Flugzeuge griffen ein und konnten unter hohen eigenen Verlusten 19 amerikanische Bomber und vier Jäger abschießen. Zwei der japanischen Maschinen griffen die Louisville mit Kamikazeangriffen an, wurden aber wenige Meter über dem Schiff von der Flugabwehr getroffen. Die gesamte Flotte feuerte an diesem Tag etwa 16.000 Geschosse gegen den Strand ab. Dabei wurden die restlichen japanischen Befestigungen zum großen Teil zerstört. An der Küste des Golfs blieben lediglich zehn Bunker und einige Stacheldrahtrollen intakt.
Am 8. Januar wurde die Transporterflotte von 23 Kamikazefliegern angegriffen. Eines der Flugzeuge verfehlte nur knapp die Boise, den leichten Kreuzer, auf dem sich MacArthur selbst mit seinem Stab befand. Die Geleitträger Kitkun Bay und Salamaua wurden von zwei Flugzeugen jeweils am Achterdeck und im Maschinenraum getroffen und mussten nach Ormoc abgeschleppt werden. Der australische Kreuzer Australia wurde zum insgesamt fünften Mal von einem Kamikazeflieger getroffen, vermutlich durch eine Nakajima B6N Jill, und musste ebenfalls (von der Apache) abgeschleppt werden. Auch zwei Transportschiffe wurden getroffen, wobei 47 Soldaten starben. In der Nacht vom 8. auf den 9. Januar näherten sich die Transportschiffe der Küste und 120 mit je 25 Soldaten bemannte Landungsboote landeten um 23:01 Uhr am Strand an. Bei dieser ersten Angriffswelle wurden etwa 200 isoliert kämpfende Japaner getötet, zehn Bunker und einige Verteidigungsstellungen gesprengt und der Strand und das anliegende Gelände von Minen und Stacheldraht befreit.
Am späten Morgen des 9. Januars waren etwa 68.000 GIs der 25. US-Infanteriedivision und 2.000 Marines an Land. General Walter Krueger übernahm ab diesem Zeitpunkt das taktische Kommando. Mehrere hundert Jeeps und Lastwagen wurden ausgeschifft und mit Funkgeräten, Panzersperren und schweren Waffen beladen, da man einen japanischen Gegenangriff befürchtete. Am Abend waren insgesamt etwa 170.000 Soldaten sowie einige tausend Fahrzeuge an Land gebracht worden.

### Landung des XI. Korps in der Provinz Zambales (29. Januar)
Im Morgengrauen des 29. Januars 1945 erfolgte in der Provinz Zambales nördlich der Halbinsel von Bataan die Landung der amerikanischen 38th Infantry Division und eines Regiments der 24th Infantry Division unter dem Befehl des XI. Korps. Ziel dieses Kommandos war es, Manila und Bataan vom Norden der Insel abzuschneiden. Am Zig Zag Pass, einige Kilometer westlich des Strandes, wurde die Kolonne, die nur wenige Fahrzeuge besaß, durch einen 8.000 Mann starken japanischen Verband unter dem Kommando von General Mutō Akira, Befehlshaber der 19. Division, angegriffen. Die Japaner hatten etwa 200 schwere Maschinengewehre und Artillerie zwischen den Felsen postiert und eröffneten das Feuer, als die ersten US-Soldaten die Schlucht betraten. Mehrere Scharfschützen schossen insbesondere auf die amerikanischen Offiziere. Am Abend waren die 28.000 Soldaten des Korps immer noch im Pass und konnten diesen nicht ohne Gefahr verlassen. Das 152. Infanteriebataillon unter Oberst A. Jenna versuchte mehrmals, eine Position der Japaner einzunehmen, die sich auf dem Horseshoe-Hügel befand, wobei es schwere Verluste erlitt und durch das 3. Bataillon abgelöst werden musste. Der Horseshoe-Hügel fiel am Nachmittag in die Hände der Amerikaner, die daraufhin ohne Erfolg versuchten, die Positionen der Japaner einzukesseln. Am Abend wurde Luftunterstützung angefordert, die aber ausblieb.
Während der Nacht gab es zwei Banzai-Angriffe, die auf heftigen Widerstand der Amerikaner stießen und abgebrochen wurden. Etwa 350 der 900 angreifenden Japaner wurden dabei getötet. Am Tag darauf wurden die GIs wieder unter Feuer genommen, diesmal auch frontal. Die US-Truppen versuchten an diesem Tag, teils auch mit Hilfe von Flammenwerfern oder Sprengstoff, die Positionen der Japaner zu erobern und vom Horseshoe-Hügel her aufzurollen, was nicht vollständig gelang. Nachdem die Angriffe gescheitert waren, befahl Generaloberst Harry Jones, der die Truppen befehligte, noch am 4. Februar die Einnahme von mehreren japanischen Positionen auf der rechten Flanke des Passes. Doch erst am Nachmittag konnten diese Stellungen eingenommen werden. Daraufhin wurde Jennas 3. Bataillon befohlen, die Hügelkette auf der linken Flanke zu stürmen, um den Druck auf die US-Truppen zu verringern. Gleichzeitig sollte das 1. Bataillon gegen die Hügel auf der rechten Seite vorstoßen, doch auch diese beiden Einheiten konnten erst am Abend die Hügelketten erobern. In der Nacht des 5. Februars zogen sich die Japaner fast vollständig zurück, hielten aber den Pass immer noch unter Beschuss. Die Verluste der Amerikaner betrugen 211 Tote und 308 Verletzte. Die Anzahl japanischer Gefallener ist unbekannt, wird aber auf etwa 500 geschätzt.

### Landung der 11. US-Luftlandedivision bei Nasugbu (31. Januar)
Am 31. Januar landeten Truppen der 11. US-Luftlandedivision bei Nasugbu in der Provinz Batangas. Etwa 8.000 Soldaten wurden von zwölf Transportschiffen, zwei Zerstörern und sieben Minenlegern amphibisch an Land gebracht. Diese Truppen sollten den südlichen Zangenarm bei der Einschließung Manilas bilden. Die japanischen Verteidiger der Stadt Nasugbu, rund 10.000 Mann, wurden von dem Angriff unvorbereitet getroffen. Die Strandverteidigung war unbemannt und alle Truppen noch in den Kasernen. Mehrere hundert philippinische Guerillakämpfer griffen die Stadt ebenfalls an. Ein Teil der Bevölkerung schloss sich den Guerillakämpfern an. Die Japaner waren bereits am 3. Februar von den amerikanischen und philippinischen Verbänden aus der Stadt gedrängt worden und zogen sich in Richtung der westlichen Hügelkette zurück, wurden dort aber von 2.300 amerikanischen Fallschirmjägern der 11. Division zerschlagen, die dort am 2. Februar abgesprungen waren. 9.000 Japaner kamen bei diesen Kämpfen um. Etwa 1.000 japanische Überlebende flohen in den Dschungel, wo sie sich aber nicht zu einer organisierten Truppe vereinigen konnten. Die Fallschirmjäger setzten danach ihren Vormarsch in Richtung Manila fort und erreichten dieses Ziel am 5. Februar.

### Landung auf Corregidor (16. Februar)

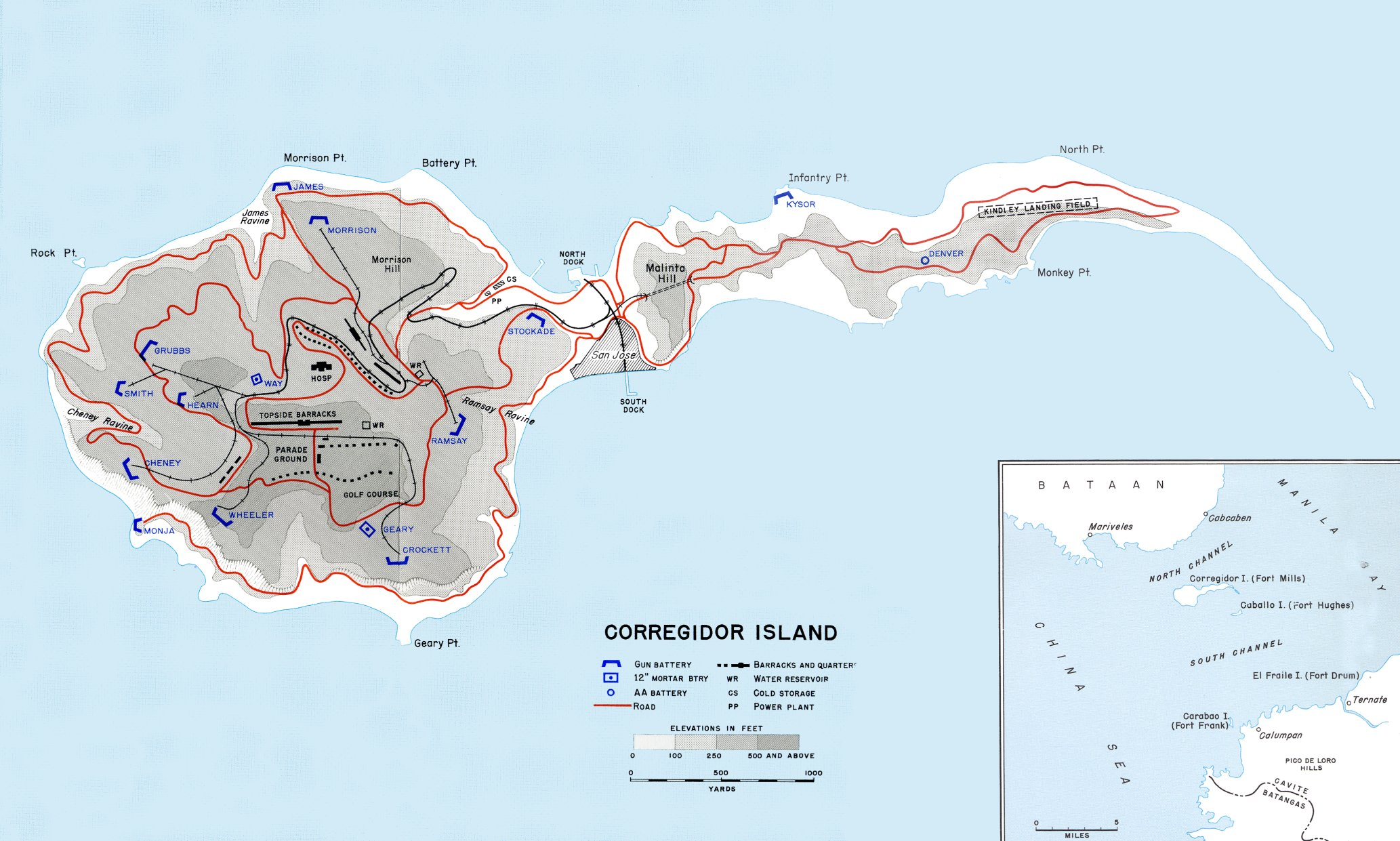
Karte der Insel Corregidor mit den alten amerikanischen Verteidigungsanlagen

Nachdem die Truppen des XI. US-Korps die Halbinsel Bataan abgeriegelt hatten und gegen die dort eingeschlossenen Truppen vorzugehen begannen, beschlossen die Führungsoffiziere des IX. Corps unter Leitung General Kruegers, die Insel Corregidor, die bereits vor dem Pazifikkrieg von den Amerikanern sehr stark befestigt und von den japanischen Soldaten 1942 besetzt worden war, zu erobern.
Die Inselfestung war schon seit Januar wiederholt von US-Kriegsschiffen beschossen worden. Die Japaner hatten sich in die alten US-Verteidigungen eingegraben, besonders im Tunnel Malinta. Dieser war mit Mörsern bestückt und durch Tarnnetze und Zementwälle vor den heftigen Vorbereitungsluftangriffen der amerikanischen Luftwaffe geschützt. Zusätzlich zu dem 500 Meter langen Tunnel waren mehrere befestigte Stellungen sowie Bunker und Panzerfallen aufgebaut worden. Der Kommandant der 6800 Mann starken Garnison der Insel war Kapitän zur See Itagaki Akira. Die Verteidigung wurde offiziell vom Festland aus durch General Rikichi Tsukada geführt. Da die Funkverbindung zur Insel jedoch seit Anfang Februar wegen Luftangriffen und philippinischer Sabotage nicht mehr bestand, übernahm Itagaki das Kommando.
Am 16. Februar sprangen 980 Soldaten des 503. Fallschirminfanterieregiments aus insgesamt 143 Douglas-DC-3-Transportflugzeugen, über Corregidor ab. Diese acht Kompanien landeten auf und nahe dem Topside-Hügel, der als Landungsziel ausgegeben worden war. Eine unterstützende amphibische Landung wurde durch ein Bataillon der 24. Infanteriedivision durchgeführt. Die Japaner, die den Topside-Hügel verteidigten und keine Luftlandung erwarteten, wurden schnell Richtung Malinta-Tunnel zurückgedrängt. Bald wurden die zunächst isoliert kämpfenden Fallschirmjäger durch Soldaten der 24. Division entsetzt.
Die GIs mussten nun jede Befestigung mit Handgranaten, Sprengstoff, Molotowcocktails oder Gewehr- und MG-Feuer einnehmen. Heftiger alliierter Beschuss durch Panzer und Feldkanonen zerstörte am 17. Februar den Eingang des Malinta-Tunnels. Die 840 japanischen Verteidiger, die nun im Tunnel eingeschlossen waren, begingen zum größten Teil Selbstmord oder Seppuku, indem sie sich mit Handgranaten sprengten, mit Steinen oder Gewehrkolben gegenseitig erschlugen oder mit Guntōs töteten. Die Japaner auf der Insel, die nicht ums Leben gekommen waren, starteten in der Nacht des 18. Februar einen Banzai-Angriff. Insgesamt 600 Japaner rannten aus ihren Stellungen und griffen im Schutz der Dunkelheit die Stellungen der Kompanien D und F des 503. Regiments an. Sie wurden durch heftiges Feuer abgewehrt; etwa 500 Japaner sowie 27 Amerikaner fielen bei diesem Angriff.
Am 21. Februar erreichten die GIs den Eingang des Malinta-Tunnels. Sie sprengten den durch Beschuss zerstörten Eingang auf, gossen Benzin in die Tunnelräume und entzündeten es. Einige noch ausharrende Japaner wurden dadurch getötet. Der Tunnel wurde am selben Tag gesichert. Die noch existierenden Positionen der Verteidiger wurden nach einer Säuberungsaktion am 24. Februar eingenommen.
Die amerikanischen Gesamtverluste betrugen 207 Tote und 684 Verwundete. Die japanischen Soldaten kamen alle bis auf 19 Kriegsgefangene ums Leben.

## Vormarsch Richtung Central Luzon
Die angelandeten US-Einheiten begannen bereits am 10. Januar 1945 mit ihrem Vormarsch Richtung Manila. Das I und das XIV Corps der 6. US-Armee begannen von den Stränden am Golf von Lingayen aus in Richtung der Hauptstadt zu marschieren, um diese zu erobern. Diese Streitmacht bestand aus etwa 160.000 Mann. Unterstützt wurden diese von 12.000 Lastwagen und weiteren 7.000 Fahrzeugen, die die Armee begleiteten, darunter 10 Panzerbrigaden mit insgesamt etwa 700 Panzern. Mehrere tausend Guerillakämpfer stießen dazu, sowie etwa 10 Divisionen der philippinischen Armee, die teilweise aus ehemaligen Soldaten sowie Guerillakämpfern bestanden, oder aus einheimischen Freiwilligen schnell zusammengestellt wurden. Einige der Einheiten dieser Streitmacht waren dazu gedacht, die Insel so schnell wie möglich zu durchqueren und so die Kommunikationsmöglichkeiten der Japaner zu unterbrechen. Etwa 30 Bulldozer planierten einen Pfad in den Dschungel. Das I. US-Korps, unterstützt durch vier Panzerbataillone, sicherte die rechte Flanke der 79 Kilometer langen Kolonne aus Lastwagen und Truppen. Diese Kolonne sollte ihre Marschrichtung nach Nordwesten abdrehen, um den Nordteil des geplanten Kessels um Manila im Süden Luzons zu bilden. Am 14. Januar traten beim I. Korps, insbesondere bei dessen Panzerbataillonen, erste Versorgungsengpässe beim Treibstoff auf, wodurch der Vormarsch dieser Einheiten zum Erliegen kam. Erst nach Treibstoffzuführungen durch die 25. und 40. US-Infanteriedivision war die Einsatzbereitschaft am Abend des 15. Januar wiederhergestellt.
Die japanischen Divisionen Nummer 10., 19., 23. und 105., die Central Luzon verteidigten, hatten sich auf Befehl Yamashitas fast komplett in Richtung Cordillera Central zurückgezogen. Die Ausnahme bildeten etwa 79.000 Mann, die die wichtigsten Provinzen verteidigten und mit den Haupttruppenteilen in den zwei größten Städten San Miguel und Tarlac konzentriert waren. So gab es während des US-Vormarsches nur wenige Gefechte. Im Dorf Biglat und den kleineren Städten Binalonan und Umingan, die allesamt von dem amerikanischen Operationstab auf Luzon als Nebenziele betrachtet wurden, gerieten jedoch die Truppen der 25. US-Infanteriedivision, die sie erst einkesseln und danach besetzen sollten, in schwerere Kämpfe mit japanischen Einheiten. Die Orte wechselten mehrfach den Besitzer, bevor die japanischen Truppen sich letztlich zurückziehen mussten. In mehrtägigen Kämpfen wurden etwa 3900 Japaner getötet, die Überlebenden zogen sich nach San Miguel zurück. Die amerikanischen Verluste während des gesamten Vormarsches betrugen 238 Tote, 2991 Verwundete und 31 Panzer.

### Kessel von San Miguel (17. Januar)
Am 17. Januar 1945 kamen Truppen der 3., 32., 36. und 37. philippinischen Divisionen in San Miguel, Bulacan an. Die Provinz wurde von etwa 60.000 japanischen Soldaten kontrolliert, die unter dem Kommando von General Kimura Kiyohide standen. Sie hatten zwar schwere Artillerie und Feldbatterien, die Kommunikation dieser Einheiten untereinander jedoch war schwierig. Mehrere Telefonleitungen waren von den Guerillakämpfern zerschnitten worden und Funkkontakt war nur teilweise möglich. Die amerikanische 43. Infanteriedivision schwenkte am 18. Januar in Richtung Nordosten, um den nördlichen Arm des Zangenmanövers um San Miguel zu bilden. Somit wurde auch der nördliche Flügel der japanischen Verteidigung eingekesselt. Die 43. Division traf jedoch auf erbitterten Widerstand der japanischen Verbände. Erst mit dem Durchbruch der äußeren Verteidigungslinie Kimuras nordöstlich der Stadt am 24. Januar konnte San Miguel vollkommen eingeschlossen werden. Es gelang der 32. philippinischen Division durch die entstandene Lücke im äußeren Verteidigungsring in die Stadt einzudringen. Fast gleichzeitig erfolgte von Südosten her der Vorstoß der 36. Division, die ebenfalls eine Lücke in die Verteidigung schlug und in San Miguel einrückte. Damit waren die Nachschub- und Kommunikationslinien der japanischen Truppen endgültig abgeschnitten. Dem Vorstoß in die Innenstadt gingen heftige Luftangriffe durch B-24-Liberator-Bomber voraus, die weite Teile der Stadt zerstörten und mehrere tausend in ihr befindliche Zivilisten töteten.
Die Japaner beschränkten sich nach dem endgültigen Durchbruch des Verteidigungsringes in den nächsten Wochen auf einen schrittweisen Rückzug in Richtung Stadtzentrum. Dort verteidigten sie vorwiegend die Regierungsgebäude der Stadt, teils mit Barrikaden, teils auch mit Panzereinheiten. Es kam jedoch nicht zum Häuserkampf. Die japanischen Soldaten wurden von der 43. Division im Norden und den philippinischen Verbänden im Südosten, insbesondere durch den Einsatz von Sprengstoff und Maschinengewehren, immer weiter in Richtung Rathaus gedrängt. Bei diesem unfreiwilligen Rückzug wurden verschiedene Massaker an Zivilisten verübt. Etwa 16.000 Einheimische wurden von den frustrierten Japanern getötet. Am 1. Mai wurde die Stadt als gesichert betrachtet. Jedoch wurde sie erst am 2. Juli endgültig befreit und die letzten japanischen Verbände aufgerieben. Die Verluste waren relativ schwer: 3.726 Filipinos und 361 Amerikaner fielen im Kampf. Insgesamt 39.000 Japaner waren in dem Kessel im Bezirk San Miguel getötet worden. Noch während der Einnahme der Stadt wurde daran gearbeitet, die amerikanischen Verbände, die nicht am Kampf beteiligt waren, für einen weiteren Vorstoß in Richtung Manila freizumachen. Diese Truppen kamen aufgrund von nur leichtem japanischem Widerstand in der restlichen Provinz Bulacan überraschend schnell vorwärts, obwohl der amerikanische Operationsstab ursprünglich 14 Tage für die Sicherung und Durchquerung Bulacans vorgesehen hatte.

### Rückzug der Japaner aus Bulacan
Im Laufe der Schlacht um San Miguel zogen sich die restlichen Teile der japanischen 10. und 105. Division und der 58. selbstständigen gemischten Brigade, rund 12.400 Mann, von denen etwa 2.000 verwundet waren, in Richtung Cordillera Central zurück, um sich den sich nähernden Amerikanern zu entziehen. Vier Lastwagenkonvois, begleitet von Infanterie, setzten sich am 25. Februar in Bewegung, um die Berge zu erreichen. So begann ein langsamer und ungeordneter Rückzug der japanischen Verbände. Alle Kolonnen wurden jedoch durch amerikanische Luftangriffe stark dezimiert. Von den 12.400 abmarschierenden Soldaten starben bei diesen Angriffen etwa 2300. Die versprengten Überlebenden sammelten sich in den Bergen und organisierten sich neu zu einer selbstständigen Einheit, die jedoch nicht unter General Yamashitas Befehl stand und sich mit Guerillataktiken verteidigte. Sie hatten nur wenige Fahrzeuge, keine Funkgeräte und keine Panzer oder Artillerie. Die Verpflegungslage dieser Truppen war ebenfalls kritisch. Es bestand kein Funkkontakt zu den Haupttruppen.
MacArthur und der gesamte amerikanische Operationsstab auf Luzon, darunter auch General Krueger, entschieden sich dazu, diese feindliche Streitkraft in Central Luzon zu übergehen und schnell in Richtung der strategisch wichtigsten Ziele, darunter die Städte Tarlac, Manila und Baguio, weiterzumarschieren. Der Großteil der japanischen Soldaten dieser Gruppe ergab sich Anfang Juli, als weitere Vorräte ausblieben. Mehrere hundert Mann allerdings kämpften weiter bis zur Kapitulation Yamashitas im September.

## Vormarsch auf Tarlac

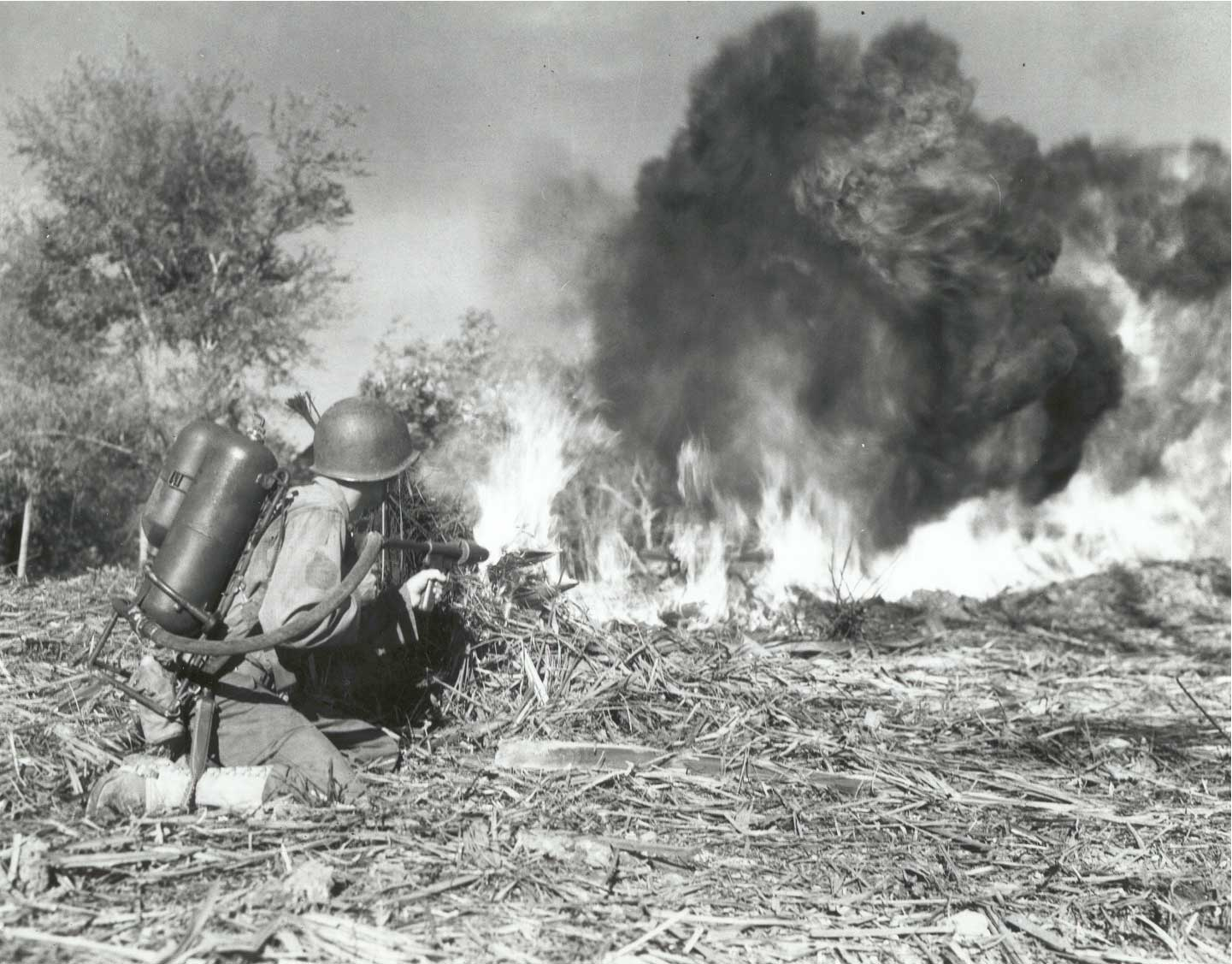
Ein Soldat der 33. Infanteriedivision beim Einsatz eines Flammenwerfers auf Luzon, Februar 1945

Die US-Einheiten sicherten schon Ende Januar die Provinz Bulacan, aus der sich die Japaner zurückgezogen hatten. Nur San Miguel wurde umkämpft. General Krueger konnte daher relativ frei operieren und drehte zunächst das I. Korps nach Nordwesten in Richtung der Provinz Tarlac ab. Teile dieses Korps erhielten den Befehl, auf die Stadt Tarlac vorzustoßen, die als wichtiges Ziel betrachtet wurde. Zuerst musste die Stadt selbst umzingelt und erobert werden, bevor die restliche Provinz gesichert werden konnte. Während dieser Säuberungsaktion sollten die frei gewordenen Verbände Richtung Manila vorstoßen, um die Hauptstadt einzukesseln und die Verteidiger im Süden vom Norden Luzons abzuschneiden.
Der Vorstoß des I. Korps gestaltete sich schwieriger als erwartet. Zwar durchbrach es die letzten intakten japanischen Stellungen im Gebiet des Flusses Pampanga, errichtete am 18. Januar einen Brückenkopf über den Strom und konnte so weiter Richtung Tarlac City vorstoßen, wurde jedoch beim Übersetzen größerer Truppenkontingente und den Marsch durch das sumpfige Gebiet beträchtlich verlangsamt. Die Fahrzeuge blieben teilweise im Schlamm stecken und nur die Infanterie konnte sich schnell bewegen. In der folgenden Zeit wurden die amerikanischen Operationen stark behindert. Im Hauptquartier des Operationsstabes Luzon verzeichnete man schon am 20. Januar: „Ein schnelles Fortbewegen der Panzer ist wegen Schlamm und schlechtem Zustand der Wege unmöglich.“ Der Operationsstab beschloss daher am 20. Januar die Panzereinheiten zum Stillstand zu bringen. Nur die Infanterietruppen sollten vorstoßen. Auch die Flugzeuge der US Air Force waren aufgrund schlechter Witterung immer weniger in der Lage einzugreifen.

### Kessel von Tarlac (21. Januar)
Am 21. Januar erreichte eine 2.400 Mann starke Vorhut der 6. US-Armee die Stadt Tarlac. Dieser Verband hatte einen Gewaltmarsch hinter sich. Diese Truppen besetzten am 21. Januar einen Teil der Hauptstraße, die in die Stadt hineinführte und wurden am 22. Januar von weiteren Teilen der 40. Infanteriedivision, dem I. Korps unterstellt, abgelöst, die daraufhin nach Nordwesten abgedreht wurden, um die nordwestliche Zange des geplanten Kessels um die gesamte Provinz Tarlac zu bilden. Gleichzeitig griffen Infanterietruppen jedoch auch frontal von Westen und Süden her die japanischen Stellungen an, um den sich bildenden Kessel zu verengen. Panzerunterstützung blieb aus, da die Kettenfahrzeuge im Schlamm des Pampangas nicht vorstoßen konnten. Die ersten Truppen, die die Stadt sichern sollten und auf die Hauptstraße einbogen, wurden sofort aus den Reisfeldern und Kokospalmenwäldern beschossen. Die GIs verschanzten sich daher in mit Sandsäcken befestigten Schützenlöchern und warteten auf die Ankunft der Panzereinheiten. Die ersten M4-Sherman-Panzer trafen am Abend des 25. Januars ein. Am 26. Januar kamen die restlichen Truppen der 33rd Infantry Division mit weiterer Panzerunterstützung an und wurden nach Süden abgedreht. Damit wurde die komplette Einkreisung des Großteils der Provinz Tarlac erreicht.
Die Japaner, die Tarlac verteidigten, waren etwa 8900 Mann stark. Es waren Teile der 10. und der 103. Division der 14. Regionalarmee. Es handelte sich dabei meistens um kampferprobte, jedoch schlecht ausgerüstete Soldaten, die schon 1942 in der Schlacht um die Philippinen gekämpft hatten. Sie waren mit etwa 600 Maschinengewehren und mehreren Mörserbatterien bewaffnet. Zwei Artilleriebatterien wurden unter Leitung eines Pionierkorps in den Hügeln hinter der Stadt Tarlac in Position gebracht. Auf dem linken Flügel der Hauptverteidigungslinie der Provinz, die östlich der Stadtgrenze entlanglief, wurden zwei Panzerbrigaden der 2. Panzer-Division positioniert. Die Sicherung der Linie übernahm die 103. Division. Die Stellungen bestanden aus Bunkern sowie aus hunderten Schützengräben und Schützenlöchern.
Bereits am 23. Januar hatten die ersten amerikanischen Voraustruppen den Angriff begonnen. Die Stadt Tarlac wurde schnell gesichert, da die Japaner schwachen Widerstand leisteten. Doch der Vormarsch auf offenem Feld gestaltete sich schwieriger. Die japanische Verteidigungslinie musste unter heftigen Beschuss genommen werden. Massiver Einsatz von Flammenwerfern bewirkte, dass mehrere Bunker erobert werden konnten, was jedoch keinen Durchbruch brachte, da die Japaner jeden Meter Boden verteidigten. Wie einige der Gefangenen später berichteten, versuchten die Japaner, Kontakt mit dem Rest der 10. japanischen Division aufzunehmen. Diese Funksprüche blieben jedoch unbeantwortet. Am 29. Januar wurde von den US-Truppen weitere Luft- und Panzerunterstützung angefordert, da die feindlichen Stellungen nur schwer zu stürmen waren. Am Abend des 1. Februars bombardierten etwa 140 Bomber die angegebenen Ziele, während mehrere mit Raketen bewaffnete F4U Corsairs Luftnahunterstützung leisteten und feindliche Stellungen angriffen. Obwohl der Flieger- und Artilleriebeschuss den ganzen Monat lang andauerte, wurden dadurch nur wenige feindliche Positionen vollkommen vernichtet. Die meisten wurden durch Frontalangriff oder Handgranateneinsatz eingenommen.
Die amerikanischen Soldaten kamen daher nur sehr langsam voran und hatten am Abend des 19. Februars nur zwei Barangays erobert. General Krueger wurde befohlen, mit dem Großteil des I. Korps weiter Richtung Manila vorzustoßen und die Eroberung der Provinz Tarlac der 2. Infanteriedivision der philippinischen Armee zu überlassen. Etwa 9000 GIs des I. Korps blieben bei den Filipinos, um die Stadt endgültig zu sichern. Die Kämpfe ließen nicht nach. Obwohl mehrere Japaner aufgrund der für sie verzweifelt erscheinenden Lage Selbstmord begingen, stiegen die Verluste der Alliierten trotzdem weiter an.
Die Schlacht um die Provinz Tarlac wurde offiziell erst am 28. Juli 1945 beendet, aber die Kämpfe in manchen Barangays dauerten noch bis zum allgemeinen Waffenstillstand am 15. August, und japanische Truppenteile kämpften weiter mit Guerillataktiken. Die US-Verluste betrugen 1179 Tote und 5195 Verwundete, die philippinischen etwa 3000 Tote und 5703 Verwundete. Geschätzte 8700 japanische Verteidiger waren ums Leben gekommen, lediglich 87 ergaben sich. Auch etwa 5000 philippinische Zivilisten wurden während der sechsmonatigen Schlacht getötet, vor allem durch die Luftangriffe der amerikanischen Flugzeuge. Racheakte durch die japanischen Besatzer blieben, anders als in San Miguel, aus. Insgesamt 29 Prozent der Stadt Tarlac wurde von den Japanern zerstört.

### Endgültiger Rückzug der Japaner aus der Provinz Tarlac
Fast alle Truppen, die die Stadt Tarlac verteidigten, wurden während der viermonatigen Kämpfe getötet. Wie in Bulacan zogen sich die Soldaten, die die restliche Provinz besetzten und nicht in den Kessel eingeschlossen wurden, rund 9000 Mann, auf ausdrücklichen Befehl von General Mutō Akira, Befehlshaber der 19. Division, in Richtung Manila zurück. Sie erreichten ohne Gefechte mit den US-Truppen die Hauptstadt. Von dort aus wurden sie ebenfalls in die Philippinischen Kordilleren beordert, wo sie sich versprengten Soldaten der 23. Division anschlossen.

## Gefechte um Clark Field (23. Januar)

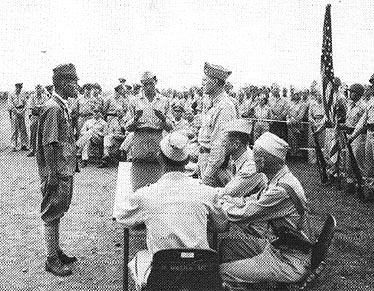
Ein isoliert kämpfender japanischer Soldat kapituliert am 16. Juni im Norden der Halbinsel Bataan

Die einstige US-Basis von Clark Field wurde 1942 von den Japanern erobert und zu einem wichtigen Rollfeld für Jagdflugzeuge und Bomber umgebaut. Etwa 190 japanische Flugzeuge waren um die Jahreswende 1944/45 hier stationiert, doch mehrere Geschwader hatten sich ab Anfang 1945 in Kamikazeangriffen gegen die US-Flotte aufgerieben, sodass Ende Januar nur noch etwa 40 einsatzbereite Flugzeuge zur Verfügung standen. Diese wurden am 20. Januar von zwei Luftangriffen der USAAF abgeschossen oder am Boden zerstört. Die US-Verluste dieser Angriffe betrugen 16 Maschinen.

### Japanische Verteidigung
Die Führung der Gruppe Kembu stationierte, trotz der kaum noch vorhandenen Luftwaffe, rund um den Flughafen etwa 4000 Soldaten, meistens infanteristisch schlecht ausgebildete Mechaniker oder Radartechniker der Heeresluftwaffe, während weitere 6000 Mann in die Umgebung des Platzes befohlen wurden. Es waren Teile der 10. Division, die Anfang Januar aus der Provinz Tarlac nach Clark Field beordert wurden. Sie waren besser ausgebildet, besaßen jedoch keine praktische Kampferfahrung. Diese Verteidiger waren größtenteils lediglich mit Arisaka-Typ-99-Gewehren und anderen leichten Waffen ausgerüstet, jedoch befanden sich auch mehrere Flak-Bataillone dort, die mit Flug- und Panzerabwehrgeschützen bewaffnet waren. Ferner waren etwa 2000 Marinesoldaten in den Reihen der Japaner, die aber ebenfalls nur leichte Waffen aufbringen konnten. Die japanischen Truppen hatten dazu noch Maschinengewehre aus den Flugzeugwracks auf dem Platz geborgen und setzten auch diese zur Verteidigung ein. In den Hügeln und den Klippen der Zambales-Berge weiter nordwestlich wurden in zahlreichen Höhlen, einst Verstecke für philippinische und amerikanische Guerillakämpfer, etwa dreißig Flugabwehrkanonen untergebracht, die auf das Rollfeld schießen konnten. Sie sollten vorrangig als Panzerabwehrwaffen eingesetzt werden.
Es wurden insgesamt drei Verteidigungslinien eingerichtet: Die erste, die in den amerikanischen Berichten als Outpost Line of Resistance (OPLR) erwähnt wird, begann nördlich des Dorfes Bamban, folgte erst dem gleichnamigen Fluss nach Süden und dann dem Abucayan River Richtung Osten. Sie wurde durch die Verteidigungsgruppe Eguchi unter Oberstleutnant Eguchi Seizuke, die rund 3800 Mann umfasste, verteidigt. Diese Truppen bestanden aus fünf nicht ausgebildeten Infanteriebataillonen, einem geschulten Infanterieregiment und einer Batterie aus 26 schweren Flakeinheiten, die auch das Rollfeld verteidigten. Die zweite Linie war verhältnismäßig am stärksten bemannt und wird in den US-Protokollen als Main Line of Resistance (MLR) bezeichnet. Verteidigt wurde sie durch einen kleineren Teil der Verteidigungsgruppe Eguchi und die komplette Verteidigungsgruppe Takayama unter Oberstleutnant Takayama Koshin, die etwa 2800 Mann stark war und aus dem 2. Leichten Infanteriebataillon, zwei nicht ausgebildeten Infanteriebataillonen und einem der insgesamt zwei Panzerabwehrbataillone, das mit 75-mm-PaK bewaffnet war, bestand. Diese Verteidigungslinie begann südlich von Bamban und endete in Fort Stotsenburg, in dem sich die Unterkunftsgebäude, die Verwaltungsgebäude und Depots des Flugfeldpersonals befanden. Die dritte Verteidigungslinie befand sich auf dem Rollfeld und bestand aus einer Mauer gefällter Kokospalmen, die durch mehrere leichte Maschinengewehre des Typs 99 sowie drei Batterien 75-mm-Kanonen verteidigt wurde. Die Einheiten, die diesen Wall verteidigten, hatten den Namen Verteidigungsgruppe Yanagimoto, benannt nach dem gleichnamigen Kapitän zur See Yanagimoto, und bestanden aus den 2000 Marinesoldaten.

### Gefechte
Die 37. US-Infanteriedivision, dem XIV. Korps unterstellt, unterstützt durch das 129. Infanterieregiment, erreichte am 23. Januar Clark Field nach einem gelungenen Vorstoß im Raum Carmen-Anao und griff sofort an, wurde jedoch etwa zwei Kilometer vor dem Betonrollfeld vom Abwehrfeuer der Verteidiger der OPLR gestoppt. Die 40. Infanteriedivision, die am 24. Januar Clark Field erreichte, sollte nach Plan entlang der Eisenbahnlinie nach Manila angreifen und nach dem gelungenen Durchbruch der OPLR-Linie beiderseits von Westen und Süden gegen die Verteidigungslinie MLR einschwenken. Nördlich davon hatte die 37. Division die japanisch kontrollierten Hügel Lafe Hill und Hill 500 einzukesseln und zu erobern, bevor sie nordwestlich des Flugplatzes eindrehen sollte. Das 160. Infanterieregiment schließlich, das der 40. Infanteriedivision unterstand, sollte die japanischen Stellungen von Süden her aufrollen und den Hügel Hill 636 einnehmen.
Bis zum 26. Januar war die OPLR gefallen und rund die Hälfte ihrer Verteidiger während des Vorstoßes der 40. Infanteriedivision getötet worden. Eguchi stand während dieser Zeit mehrmals im Funkkontakt mit dem japanischen Hauptquartier in Manila um neue Befehle zu erhalten. Die US-Decodiereinheiten fingen mehrere Gespräche ab, in denen Eguchi der Rückzug verweigert wurde. Aufgrund dieser Verweigerung eines taktischen Rückzugs wurde auch Hill 636 bald erobert. Die 40. Division wurde kurz danach nach Nordosten abgezogen, während Infantierietruppen der 37. Division im Südosten vorstießen und die Japaner auf Lafe Hill und Hill 500 einkesselten. Das Abwehrfeuer der Japaner blieb jedoch stark und bis zum Abend hatten die US-Truppen etwa 120 Tote zu beklagen. Als die bisher durch widrige Straßenverhältnisse aufgehaltene 2. Panzerdivision am 28. Januar schließlich in die Gefechte eingriff, traf sie auf starken japanischen Widerstand der durch die Infanterie noch nicht vollständig gebrochen worden war. Der Angriff des Panzerregiments 17 durchbrach am Morgen des 28. Januar um 5:45 Uhr die japanischen Verteidigungslinien der Verteidigungstruppe Nord an der MLR. Die Panzerverbände stießen weiter nach Nordwesten vor, woraus sich noch einige Kämpfe, vor allem im Norden des Flugfeldes, entwickelten, die bis zum 28. Januar andauerten und mit der Vernichtung der japanischen Verbände in dieser Zone endeten. In der Nacht erfolgte ein Banzai-Angriff durch etwa 600 Japaner, der durch Kapitän Yanagimoto persönlich geführt wurde. Dieser wurde jedoch durch eine Einheit von vierzig M4-Sherman-Panzern zurückgeschlagen. Am 29. Januar wurden die Japaner, mit Hilfe von Flammenwerfer-Panzern, aus zahlreichen Höhlen sowie den letzten Gebäuden von Fort Stotsenburg vertrieben und mussten dabei schwere Verluste hinnehmen. Die MLR fiel endgültig am 29. Januar. Drei weitere nächtliche Gegenangriffe scheiterten, wodurch das Rollfeld am nächsten morgen vollständig in amerikanischer Hand und gesichert war.
Oberstleutnant Eguchi kam während der Gefechte, vermutlich durch einen Granateneinschlag, ums Leben. Die Verluste betrugen 233 Tote, 2.387 Verwundete und 14 Panzer auf Seiten der Amerikaner. Die Japaner verloren durch die Gefechte vermutlich alle Soldaten, die in Clark Field stationiert waren. Dies waren etwa 12.000 Mann. Nur 13 Soldaten wurden gefangen genommen, 11 davon starben in Kriegsgefangenschaft.

## Kampf um Cabanatuan (28. Januar)

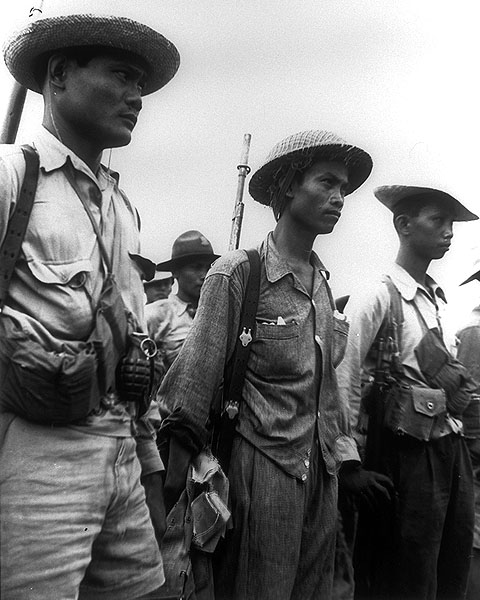
Philippinische Guerillakämpfer nahe dem Gefangenenlager Cabanatuan

Am 28. Januar setzte sich eine Truppe von 133 US-Soldaten der F-Kompanie der United States Army Rangers und etwa 250 philippinischen Guerillakämpfern in Marsch, um das Gefangenenlager Cabanatuan (Cabanatuan Prison Camp), in dem etwa 700 bis 1000 Zivilisten und US-Kriegsgefangene der Japaner interniert waren, zu befreien. Sie starteten aus der Stadt Guimba und umgingen das noch umkämpfte Flugfeld Clark Field. Die Front hatte das Lager noch nicht erreicht, weshalb die Rangers die japanischen Linien umgehen und hinter diesen operieren mussten. Ausgerüstet waren die zu Fuß vorrückenden amerikanischen Soldaten außer mit normalen Gewehren mit einigen Bazookas und Browning Automatic Rifles für jeden zweiten Mann. Die Guerillakämpfer waren lediglich mit Gewehren bewaffnet, meistens Arisaka Typ 99, welche sie den Japanern entwendet hatten, und wurden von einem selbsternannten Befehlshaber namens Captain Juan Pajota angeführt. Die Streitmacht gelangte ohne Zwischenfälle oder Gefechte zum Gefangenenlager.
Um die Hütten der Internierten waren etwa 20 Baracken für die Bewacher erbaut worden. Die Bewacher waren rund 200 Soldaten verschiedener Kompanien, die zur 19. Division gehörten, sowie etwa 50 einheimische Wächter. Sie waren meist nur mit Pistolen und Gewehren bewaffnet. Rund um das Lager und entlang des Laufes des Cabu River hielten sich aber auch etwa 1000 versprengte Soldaten der 105. Division auf, die dort gesammelt und wieder zu einer Einheit zusammengestellt worden waren und in die Berge beordert werden sollten. Diese Soldaten hatten meist keine schweren Waffen zur Verfügung.
In der Nacht des 30. Januar griff eine Northrop P-61 die Baracken der japanischen Wächter des Lagers an, was ein Ablenkungsmanöver war, um die Japaner aus den Baracken zu treiben. Die US-Soldaten griffen kurz darauf an und feuerten aus getarnten Positionen mit MGs und Bazookas auf die dicht beieinander stehenden japanischen Soldaten. Diese hatten, auch durch die Angriffe der P-61, sehr schwere Verluste zu verzeichnen. Bereits nach wenigen Minuten waren die Wächter gezwungen, sich zurückzuziehen und hinter den Hütten Schutz zu suchen. Eine Abteilung der Rangers drang daraufhin in das Lager ein und befreite hunderte der Gefangenen, während eine zweite Abteilung die verwirrten Japaner mit Handgranaten und Molotowcocktails aus ihrer Deckung drängte und zurückwarf. Die philippinischen Guerillakämpfer eröffneten dann ihrerseits das Feuer und fügten den japanischen Soldaten nochmals schwere Verluste zu. Diese flohen daraufhin ungeordnet in die nahen Hügel.
Etwa 500 Insassen des Camps wurden befreit. Die Rangers hatten 2 Tote und 19 Verwundete zu beklagen, die Filipinos 15 Tote und 29 Verwundete, während die Japaner 469 Mann verloren.

## Schlacht um Manila (2. Februar)

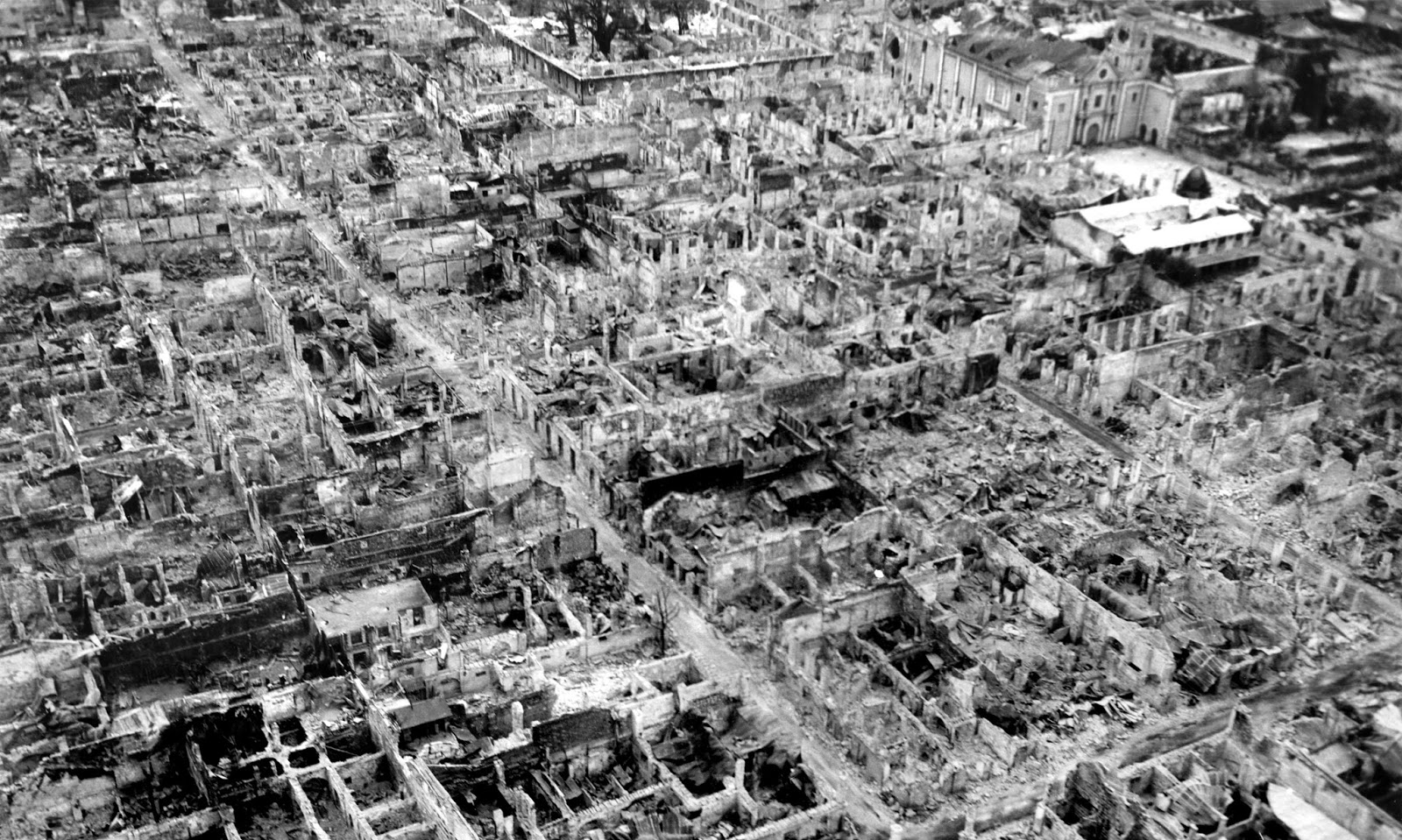
Die Innenstadt von Manila während der Kämpfe

Die 14. Regionalarmee der Japaner hatte sich im Februar großteils aus Manila nach Baguio zurückgezogen. Etwa 14.000 Marinesoldaten, die von Vizeadmiral Iwabuchi Sanji befehligt wurden, sowie rund 10.000 Armeesoldaten blieben in der Hauptstadt Manila zurück. Diese Verteidiger waren besonders gut mit Maschinengewehren bewaffnet und wurden von etwa 20 Panzern der 2. Division verstärkt.
Am 2. Februar erreichte die 1. US-Kavalleriedivision die Stadt. Die 8.000 amerikanischen Fallschirmjäger der 11. US-Luftlandedivision die inzwischen in Nasugbu gelandet waren, marschierten schnell in Richtung Manila. Am 4. Februar kam ihr Vormarsch ins Stocken, da etwa 12.000 Soldaten der Japaner den Süden der Stadt verteidigten. Heftiger Beschuss durch MGs und Artillerie hielt die US-Truppen etwa zwei Kilometer vor Manila, auf den Tagaytay-Hügeln, fest. Die Verluste während der Kämpfe um diese Hügel waren vergleichsweise hoch. Die japanischen Soldaten griffen zweimal ihrerseits mit Artillerieunterstützung die Positionen der 11. Luftlandedivision an, unterstützt durch die japanische Panzerdivision, die die Stadt verteidigte. Für die eingegrabenen Amerikaner war es jedoch leicht, beide Banzai-Angriffe durch schweres Abwehrfeuer zu brechen. Etwa 800 japanische Soldaten wurden dabei getötet. Mehrere japanische Panzer griffen an und konnten, da die Luftlandetruppen keine Panzerabwehrwaffen besaßen, nicht zurückgeworfen werden. Nach heftigem Beschuss durch Maschinengewehre traten sie den Rückzug an. Am 6. Februar wurden sechs Panzerabwehrkanonen eingeflogen und kurz darauf zerstörten die GIs damit drei Panzer. Ein weiterer japanischer Angriff wurde in der Nacht durch massives Gegenfeuer gebrochen.
Am 9. Februar wurden die Luftlandetruppen durch Teile der 1. Kavalleriedivision abgelöst.
Die 1. US-Kavalleriedivision war am 3. Februar über die letzte intakte Brücke über den Pasig gekommen, da General Yamashita seinen Männern befohlen hatte, alle Brücken zu zerstören. Auch hier schossen die Japaner aus mehreren MG-Nestern, einige Panzer hatten sich zwischen den Palmen am Rand der Straße in Position gebracht und eröffneten das Feuer. Etwa 38.000 GIs des XIV. Korps unter General Oscar Griswold waren am 5. Februar in die Stadt eingedrungen, die inzwischen wiederholt von B-29-Superfortress-Bombern und P-51 Mustang angegriffen wurde. Durch heftigen Artilleriebeschuss wurden mehrere japanische Stellungen zerstört. Am 7. Februar begannen die GIs, sich langsam in Richtung Zentrum vorzubewegen. Als die japanische Gegenwehr auch nach mehreren Tagen nicht schwächer wurde und der amerikanische Vormarsch ins Stocken kam, befahl General Griswold am 11. Februar, direkt in den Häuserkampf zu gehen und nicht mehr nur versuchen, die Japaner aus den Häusern zu bomben. Bereits am 12. Februar konnten so alle Kommunikationsmöglichkeiten der Verteidiger unterbrochen werden. Auf diese Weise wurde Viertel um Viertel erobert und die japanischen Soldaten immer weiter in Richtung Zentrum zurückgedrängt. Handgranaten und Gewehrfeuer verursachten dabei unter ihnen die meisten Verluste. Bei diesen Kämpfen wurde die Innenstadt Manilas zu großen Teilen komplett zerstört. Am 19. Februar lag die Zahl der Verteidiger vermutlich nur noch bei etwa 2000 Mann. Am 2. März beging Vizeadmiral Iwabuchi in seinem Gefechtsstand Selbstmord, wahrscheinlich indem er sich mit einer Handgranate in die Luft sprengte.
Am 4. März wurde Manila offiziell zur Sicheren Zone erklärt. Die Verluste der Amerikaner bei der Eroberung der Stadt waren mit 1729 Gefallenen und 3652 Verwundeten vergleichsweise schwer. Etwa 23.000 Japaner waren gefallen, nur 631 ergaben sich. Etwa 100.000 philippinische Bewohner der Stadt wurden bei den Kämpfen getötet, meistens durch die japanischen Truppen während des sogenannten Massakers von Manila, in dem sich die Besatzer an den Zivilisten wegen der bevorstehenden Niederlage rächten. 72 Prozent des Innenstadtbezirks Intramuros lag in Trümmern.

### Eroberung der Inselfestungen in der Manilabucht (1. April)
Die vier Festungen in der Manilabucht, die Inseln Corregidor, Fort Drum, Caballo und Fort Hughes, waren allesamt von den Japanern besetzt worden. Corregidor wurde im Februar durch eine Luftlandung eingenommen, ebenso Fort Hughes. Caballo fiel Ende Februar.
Am 1. April, nachdem die Stadt Manila gesichert war, wurde die Insel Fort Drum heftig bombardiert. Die japanische Garnison betrug 70 Mann. General Krueger beschloss, die Eroberung dieser Inselfestung dem 151. Infanterieregiment der 38. Division anzuvertrauen. Der Führungsstab der Operation beabsichtigte, zuerst die Oberfläche der Insel einzunehmen. Danach sollte Benzin in die Lüftungsöffnungen der unterirdischen Bunker gepumpt und anschließend angezündet werden, um es zur Explosion zu bringen. Das 113. Pionierbataillon wurde am 13. April durch ein LST auf die Oberfläche des Betonforts gelandet und konnte diese schnell sichern. Anschließend wurden 3000 Liter Benzin und 600 Tonnen TNT in die Lüftungsschächte gefüllt und das Benzin kurz darauf durch das TNT zur Explosion gebracht. Fort Drum brannte aus und glühte drei Tage lang. Die riesige Explosion verwundete auch einige amerikanische Seeleute. Am 18. April betrat eine US-Patrouille die Reste Fort Drums und entdeckte 69 japanische Leichen. Mit der Eroberung von Fort Drum war der letzte japanische Widerstand in der Manilabucht beendet.

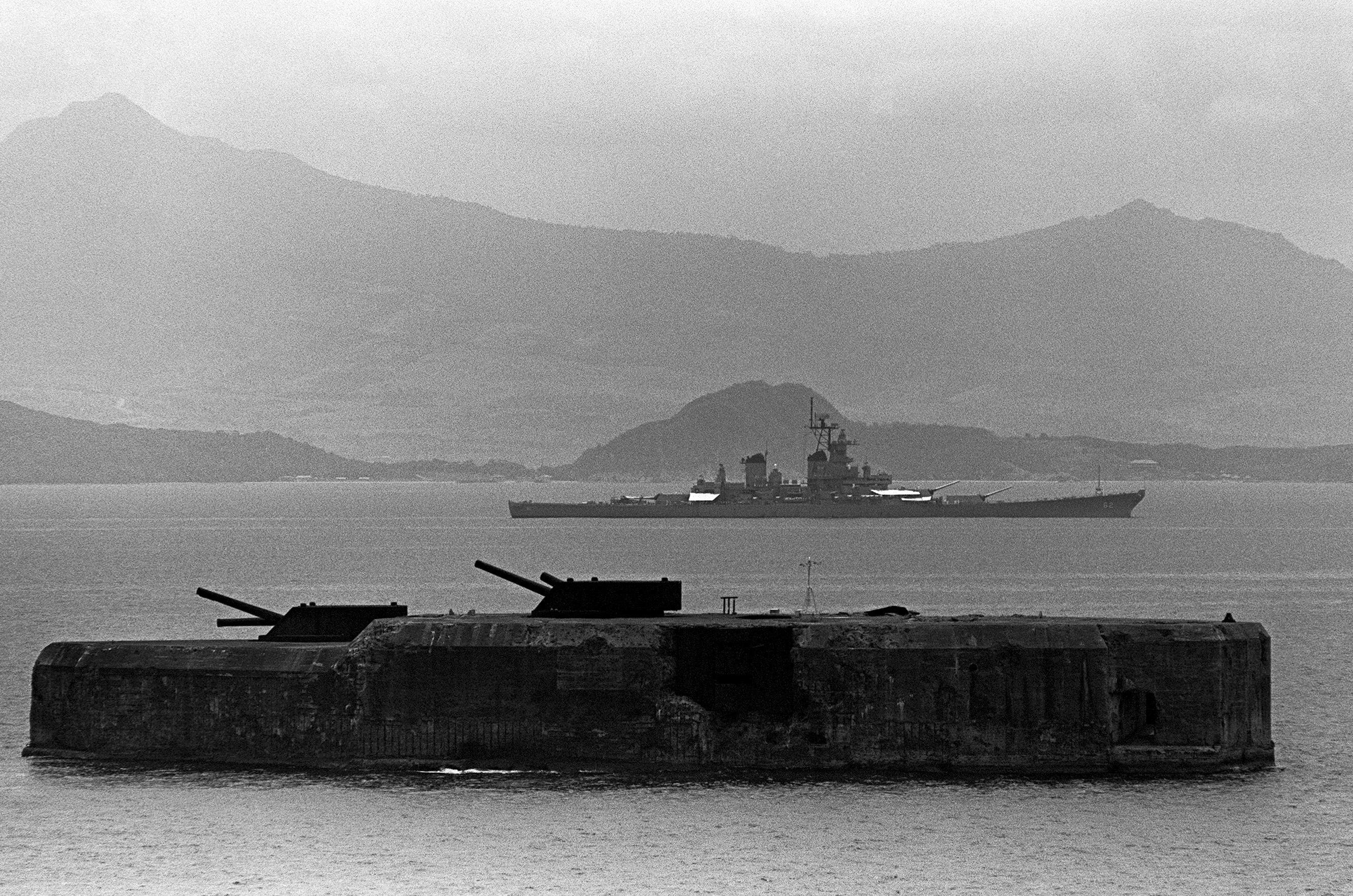
Die Festungsinsel Fort Drum

Die US-Verluste bei den gesamten Operationen in der Bucht betrugen 207 Tote, welche alle während des Angriffes auf Corregidor fielen, und 688 Verwundete. Bei der Eroberung von Fort Drum wurde nur ein Soldat durch feindliches Feuer verletzt.

## Ende der Operation

### Kesselschlacht um Baguio (26. April)
Am 26. April hatten Truppen der 2., 11., 12., 13., 15. und 16. philippinischen Divisionen die Stadt Baguio erreicht. Kurz darauf trafen auch Einheiten der 33. und 37. US-Division ein. Mit ihnen kamen mehrere M4-Sherman-Panzer und M3-Halbkettenfahrzeuge. Insgesamt wurden etwa 36.000 Mann auf alliierter Seite aufgeboten.
Die Stadt wurde von 22.000 japanischen Soldaten der 8. Division verteidigt. Alle Straßen wurden mit Sandsäcken, Barrikaden, Panzersperren und Feuerstellungen befestigt. Starke Verbände waren im Zentrum zusammengezogen und fast alle Häuser mit Soldaten besetzt worden. Zementwälle und Schutthaufen blockierten die Hauptstraße. Scharfschützen waren auf den Dächern postiert und Maschinengewehrnester bewachten die Kreuzungen. In der Stadt waren auch Teile der 2. Panzer-Division stationiert worden, die über 48 Typ-97-Chi-Ha-Panzer verfügten. Kommandanten der Verteidigung waren General Yamashita für die Armeeeinheiten und Konteradmiral Okochi Shizuo für etwa 2000 Männer der Marine. Auf japanischer Seite herrschte unmittelbar vor dem Angriff Verwirrung, da schon die ersten amerikanischen Luftangriffe die Verbindung zwischen den einzelnen Einheiten und zu japanischen Truppen außerhalb der Stadt zerstört hatten. Funkkontakt war nicht möglich und die Telefonleitungen wurden von philippinischen Saboteuren und Guerillakämpfern durchschnitten. Die Soldaten, die die Umgebung Baguios besetzt hielten und sich auf einen Rückzug in Richtung Norden vorbereiteten, konnten daher weder telefonisch noch mit dem Einsatz von Kurieren erreicht werden. Leutnant Tagami, der diese Einheiten befehligte, erkannte bald die Gefahr, die seinen Truppen drohte. Er befahl deshalb seinen Soldaten, sich zu versprengen, bevor sie von den amerikanischen Truppen eingekreist wurden. Mehrere hundert Soldaten flohen daraufhin in den Dschungel, andere ergaben sich. Nur noch etwa 2000 Mann traten den vorher geplanten Marsch in Richtung Norden an. Tagami erschoss sich in seinem Gefechtsstand.
Yamashitas Truppen wurden bereits am 28. April eingekesselt. Teile der 37. US-Division schwenkten in Richtung Nordosten ab, während die philippinischen Truppen die Stadt im Südwesten einschlossen. Yamashita selbst, ein Teil seines Stabes und etwa 2.000 Soldaten schafften es am 27. April noch, aus Baguio zu entkommen, bevor der Belagerungsring geschlossen wurde. Sie erreichten am 2. Mai die Berge. Yamashita übertrug die Verteidigung von Baguio an General Suesada Ouchi und befahl diesem vor seinem eigenen Ausbruch, später möglichst viele Truppen noch aus dem Kessel in Richtung Norden zu schleusen. In seinem Befehl Nr. 245 fordert er Ouchi auf: „...unsere Männer schnellstens aus der Stadt Baguio zu evakuieren. Falls es nicht zum Ausbruch kommen kann, haben sie Baguio so lange wie möglich zu halten.“ Die Verteidiger Baguios waren jedoch durch die monatelangen Kämpfe und ständigen Luftangriffe demoralisiert und schlecht ernährt. In früheren Gefechten waren bereits etwa 3500 Mann gefallen und die Verluste nur notdürftig aufgefüllt worden. Darüber hinaus gab es seit März nur noch halbe Essensrationen und keinen Sold mehr.
Ouchi ließ mehrere unbrauchbare Geschütze und Fahrzeuge in den folgenden zwei Tagen sprengen und verminen, bevor die Masse seiner Truppen endgültig in Baguio eingeschlossen wurde. Für eine Evakuierung von Einheiten sah er aufgrund des desolaten Zustands der Truppe und der alliierten Übermacht keine Möglichkeit.
Die GIs und philippinischen Soldaten wurden beim Vorrücken auf die Stadt sofort beschossen. Daraufhin wurde Unterstützung durch Panzer angefordert. Die Kettenfahrzeuge eröffneten den Beschuss auf die sichtbaren japanischen Stellungen vor der Stadt. Am 11. Mai konnten die amerikanischen Truppen zunächst einige Barangays einnehmen, womit sie bereits in die Verteidigungslinie von Ouchi eingebrochen waren. Diese Erfolge konnten sie ausnutzen, um auch Richtung Stadtzentrum vorzustoßen. Am 23. Mai kam es am Rande des Stadtkerns und dem von Ouchi aufgestellten inneren Verteidigungsring zu schweren Kämpfen zwischen der 37. Division und der japanischen 8. Division, die von einigen Panzern der japanischen 2. Panzer-Division unterstützt wurden, welche erst seit dem 16. Mai in die Gefechte verwickelt war und deshalb als relativ frisch gelten konnte. General Krueger befahl daraufhin den Häuserkampf, um die japanischen Verteidiger aus dem Zentrum zu vertreiben. Unter heftigen amerikanischen Luftangriffen verteidigten sich die Japaner jedoch erbittert. Die US-Verluste durch Sprengfallen, Handgranatengefechte und Maschinengewehrfeuer waren relativ hoch, obwohl die Japaner nicht mehr so verbissen kämpften wie in vorigen Gefechten auf Luzon. Banzai-Angriffe blieben aus. Trotzdem konnte erst am 1. August der größte Teil der Stadt gesichert werden.
Die amerikanischen Truppen verloren 1273 Soldaten während der Rückeroberung von Baguio, während die philippinischen Verluste insgesamt etwa 2600 Tote betrugen. Die Verwundetenzahlen waren ebenfalls hoch. Ungefähr 19.000 Mann der japanischen Garnison wurden getötet, 671 begaben sich freiwillig in Kriegsgefangenschaft.

### Reorganisation der japanischen Verteidigung
Am 4. Mai traf General Yamashita, angesichts der sich abzeichnenden Niederlage in Süd- und Westluzon und der Einkesselung Baguios, mehrere Befehlshaber der japanischen Truppen und ihre Stäbe zu einer Krisenversammlung. Dieser Stab bestimmte die zumindest teilweise ausgebaute Verteidigungslinie in den Bergen Nordluzons zur neuen Verteidigungslinie und die letzten organisierten Einheiten, welche Zentral- und Westluzon verteidigten, wurden angewiesen, sich wenn möglich eilig dorthin zurückzuziehen. Zuerst wurden die letzten kampffähigen Teile der vier Divisionen in Zentralluzon dorthin befohlen, um eine notdürftige Verteidigung zu organisieren. Am 10. Mai hatten sich im Gebirge der Sierra Madre, neben den dorthin beorderten Soldaten, noch mehrere Tausend versprengte Männer aus verschiedenen Einheiten und fünfzig noch funktionierende Panzer der 2. Panzer-Division versammelt. Diese Truppen wurden allesamt neu unter dem Namen 41. Armee organisiert. Bis Mitte Juli sammelten sich in den Bergen 11 Regimenter, 16 nicht vollständige Brigaden, 78 Panzer und 2 Luftlandekompanien, alles in allem etwa 78.000 Mann.

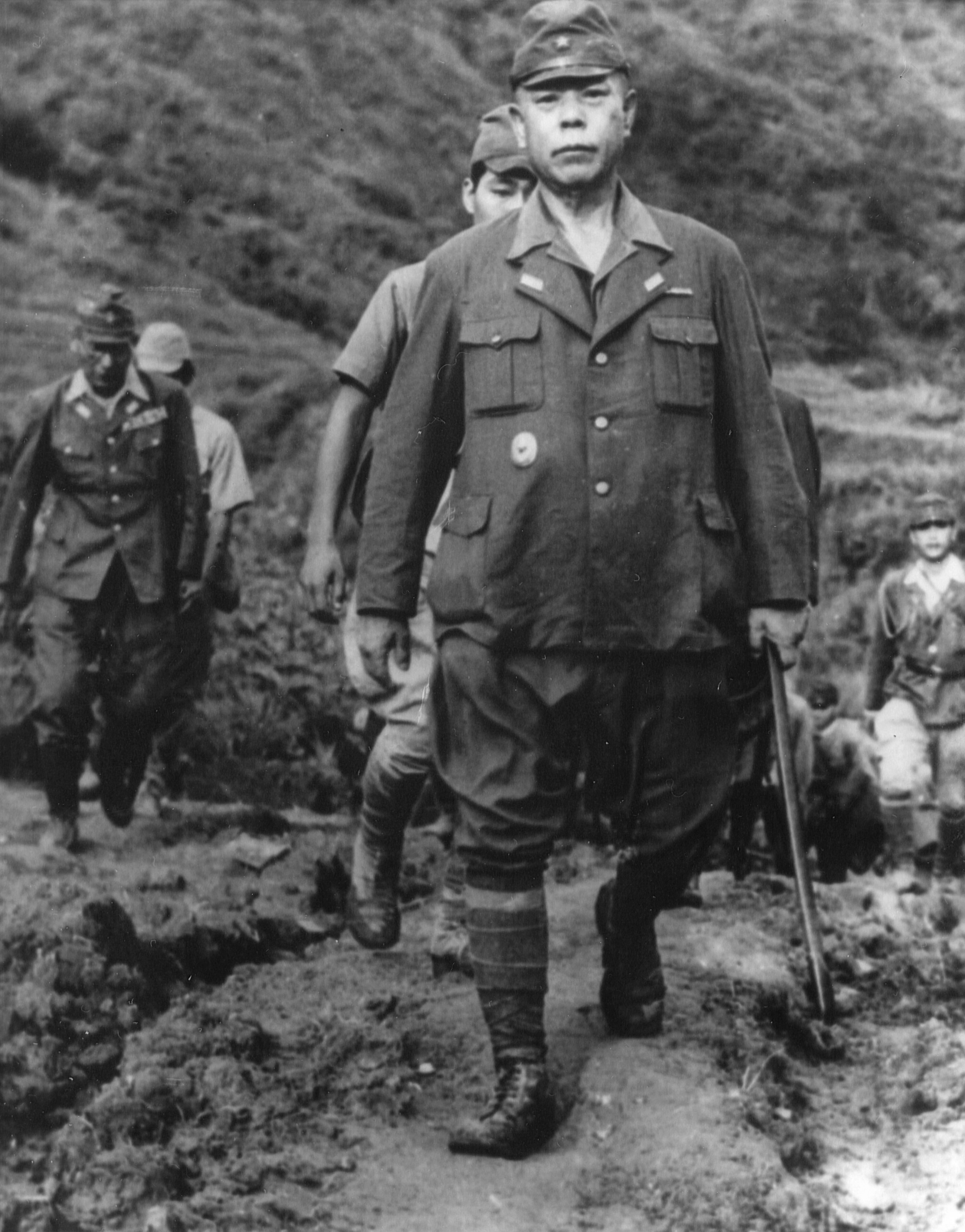
General Yamashita Tomoyuki und sein Stab auf dem Weg zur Kapitulationszeremonie am 2. September 1945

Da seine Truppen zahlenmäßig unterlegen und angeschlagen waren, versuchte General Yamashita, diese neue Verteidigungslinie mit allen Mitteln zu stabilisieren, bevor die amerikanischen Verbände Baguio eingenommen hatten und die Verteidigungen auf den Bergen der Sierra Madre einkreisen und stürmen konnten. In seinem Befehl Nr. 190 vom 26. Mai forderte er erneut alle Einheiten, die noch kampffähig waren auf, sich in Richtung der Berge zurückzuziehen, dabei Gefechten aus dem Weg zu gehen und möglichst viel Verpflegung und Medikamente mitzunehmen. Arbeitsfähige Verwundete wurden aus den Feldhospitälern entlassen und aufgefordert, Panzergräben und Feuerstellungen zu bauen. Yamashita befahl „Feiglinge und Panikmacher, die ohne jeglichen Befehl die Stellungen verlassen, sind zu erschießen. Seppuku auf dem Feld ist hiermit verboten“. Gegenüber Generalleutnant Mutō gestand er: „Ich brauche jeden verfügbaren Mann“.

### Amerikanische Sicherungsoperationen in Zentral- und Südluzon
Noch während der Kämpfe um die Städte Tarlac, San Miguel und Manila gingen die amerikanischen Truppen dazu über, die Provinzen, die sie eingenommen hatten, zu säubern und zu sichern. Bereits am 4. Mai sollten die besetzten Regionen lediglich von einem Teil der 25. Infanteriedivision von den japanischen Resttruppen befreit werden, doch schon bald zeigte sich, dass dazu auch die 24. Division nötig war. Viele versprengte japanische Einheiten, die keinen Funkkontakt zu den Haupttruppen besaßen oder keine Rückzugsbefehle durch Yamashita erhalten hatten, verteidigten sich erbittert in den Wäldern Zentralluzons. Es handelte sich dabei um meist relativ kleine Trupps von Soldaten. Mehrere japanische Truppenteile versuchten zwar, ihre Einheiten in den Bergen der Sierra Madre zu erreichen, doch diese Ausbrüche wurden in den meisten Fällen verhindert. Die US-Verbände gingen sektorweise gegen die isolierten feindlichen Truppen vor: Bereits am 29. Mai waren die Provinzen Tarlac, Bulacan und Batangas endgültig von den Japanern befreit. Nach dem amerikanischen Bericht wurden bei diesen Säuberungsaktionen 103 GIs getötet sowie 217 verwundet. Die japanischen Toten dabei wurden auf etwa 7.000 geschätzt.

### Angriff auf die japanischen Befestigungen in der Sierra Madre
Nach der Sicherung der wirtschaftlich wichtigen Regionen in Central Luzon gingen die Amerikaner dazu über, die japanische Verteidigungslinie der Shōbu-Gruppe in der Sierra Madre anzugreifen. Den japanischen Truppen war es derweil gelungen, die Verteidigungslinie in den Bergen zumindest zum Teil auszubauen, und Yamashita versuchte bereits im April so viele Versorgungsgüter wie möglich von Baguio in die Sierra Madre zu schaffen und dort Truppen zu sammeln. Er beschloss, die Verbände, die die Städte Aparri, Tabuk und Kabugao verteidigen sollten in die Sierra zu befehlen. Von den US-Dekodiereinheiten abgefangene Funksprüche deuteten auf eine weitere Truppenkonzentration in Tuguegarao und Ilagan, wo Yamashita die Hauptdepots für die Versorgung seiner Truppen festsetzte. Diese beiden Orte wurden besonders gut befestigt, und dorthin wurden auch die letzten Panzer der 2. Panzer-Division befohlen. Den japanischen Truppen jedoch fehlte es, trotz der Versuche Versorgungsgüter in die Sierra zu konzentrieren, an Verpflegung und Munition, den Fahrzeugen und Panzern an Ersatzteilen und Treibstoff. Zudem beobachteten amerikanische Aufklärer eine große Anzahl beschädigter feindlicher Lastwagen auf den Straßen. Die US-Flugzeuge meldeten trotzdem hunderte ausgebaute Verteidigungsstellungen und Batterien in den Bergen. Yamashita befand sich, zusammen mit seinem Stab und Generalleutnant Mutō, in Tuguegarao.
Am Nachmittag des 18. Juni begannen die Truppen des I. US-Korps, unterstützt durch zwei Panzerbataillone und vier Infanteriedivisionen des XI. Korps, ein Bataillon der 11. Luftlandedivision sowie vier Infanteriedivisionen der philippinischen Armee den Vormarsch in Richtung der Berge. Obwohl die japanischen Pioniere nahezu alle Brücken über den Cagayan gesprengt oder vermint hatten, konnten die amerikanischen Verbände innerhalb des 30. Juni an mehreren Punkten einen Brückenkopf über den Fluss errichten und so weiter Richtung Tuguegarao, dass von Krueger als Hauptziel des Vormarsches betrachtet wurde, vorstoßen. Wie beim Marsch durch das Gebiet des Pampangas im Januar wurde auch dieses Mal der Vorstoß durch das sumpfige Gebiet des Cagayan verlangsamt. Besonders die Lastwagen und Panzer blieben im Schlamm stecken und nochmals konnte nur die Infanterie schnell vorwärts. Der Vorstoß jenseits des Cagayan wurde deshalb nur am 6. Juli wieder aufgenommen. Amerikanische Flugzeuge flogen während des Vormarsches ständig Luftangriffe gegen die japanischen Positionen, doch erst am 20. Juli konnten die US-Truppen die ersten japanischen Verteidigungslinien der Sierra Madre erreichen und durchbrechen. In einem Bericht des US-Stabes auf Luzon heißt es: „Auf alle Fälle hat die Shōbu-Gruppe unsere Verbände so lange aufgehalten, wie General Yamashita es vorhergesehen hatte.“ Das I. Korps stieß dann in Richtung Tuguegarao vor und konnte schon am 24. Juli die Stadt gegen geringen feindlichen Widerstand einnehmen. Am 30. Juli fiel auch Ilagan an die Amerikaner. Die Einkesselung und Eroberung des Ortes geriet dieses Mal durch einen Großangriff der japanischen Panzerbrigaden in der Stadt am Abend des 29. Juli ins Stocken. Nachdem jedoch die japanischen Kettenfahrzeuge durch heftigen Flieger- und Artilleriebeschuss komplett aufgerieben waren, wurde die Innenstadt fast ohne Widerstand schnell eingenommen. Die US-Truppen verloren etwa 500 Mann in den Kämpfen vor der Eroberung dieser wichtigen japanischen Stützpunkte, und rund 800 während der Sicherung dieser Orte. Die philippinischen Divisionen verloren während des Vormarsches rund 3000 Mann.
Es fielen etwa 22.000 Soldaten der Shōbu-Gruppe. Die restlichen japanischen Truppen, rund 58.000 Mann, zogen sich südlich von Baggao zurück, in die Asin Valley, wo die letzte Verteidigungslinie verlief. Die US-Truppen bezeichneten diesen Ort als Last Stand Area. Yamashita und sein Stab hatten sich bereits am 12. Juli dorthin begeben. Die Versorgung der Japaner brach jedoch mit der Eroberung von Tuguegarao und Ilagan vollkommen zusammen, da wegen der amerikanischen Luftangriffe und dem Mangel an funktionierenden Lastkraftwagen keine ausreichenden Fahrzeuge zur Verfügung standen, um die Nachschubgüter in die Asin Valley zu transportieren. Nur etwa insgesamt 20 Prozent der Verpflegung konnte in die Last Stand Area transportiert werden. Doch die US-Truppen unterbrachen Anfang August ihren Vormarsch, um sich auf den letzten Angriff gegen die Japaner auf Luzon, den Vorstoß in die Asin Valley, vorzubereiten. Der Beginn des Vormarsches war für den 18. August geplant.
Am 3. August war die Situation der japanischen Truppen in der Last Stand Area verzweifelt: es war kaum noch Trinkwasser und Nahrung vorhanden, und jeder Soldat hatte nicht mehr als 30 Schuss Munition. Fahrzeuge und Kanonen waren wegen amerikanischer Luftangriffe sowie aus Mangel an Ersatzteilen, Treibstoff und Munition zum größten Teil unbrauchbar. Dazu breiteten sich unter den japanischen Truppen Beriberi und Malaria aus. Etwa 6.000 Japaner verhungerten in der Last Stand Area, weitere 3.000 starben an Beriberi, jedoch waren nach US-Schätzungen 40.000 Soldaten am 15. August noch kampffähig.

## Kapitulation

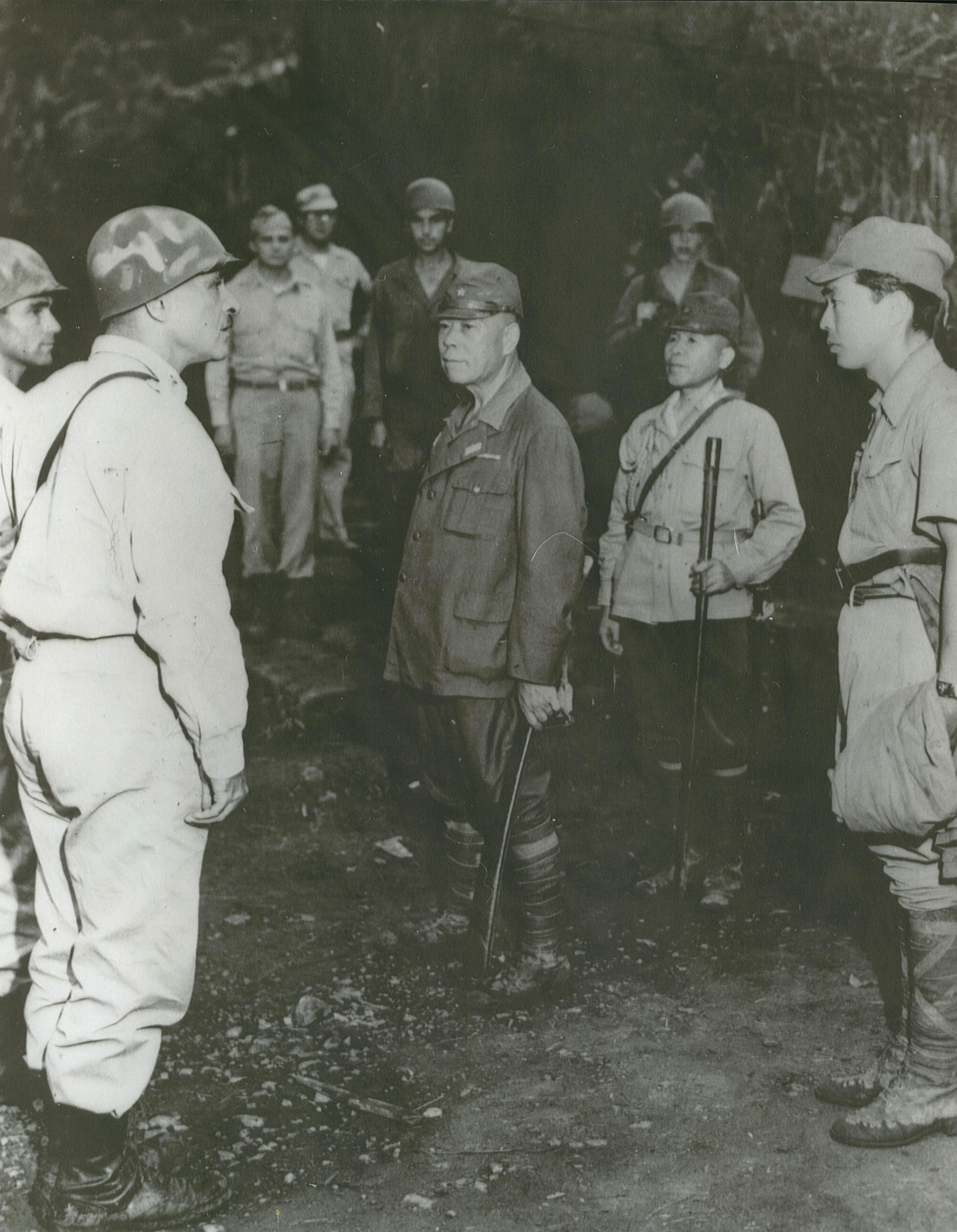
General Yamashita Tomoyuki und sein Stab verhandeln mit US-Offizieren der 24. Infanteriedivision am 2. September 1945, kurz vor der Kapitulation

Am 14. August, wenige Tage nachdem die Atombomben über Hiroshima und Nagasaki explodiert waren, erschien, angekündigt durch eine weiße Fahne, General Yamashita im amerikanischen Hauptquartier in Baguio, um mit Jonathan M. Wainwright, Arthur Percival und General MacArthur zu verhandeln. Während die Verhandlungen noch andauerten, erschien am Mittag des 15. August ein amerikanischer Offizier mit einer Notiz für General Krueger und MacArthur, die beide anwesend waren. Diese besagte, der Tennō Hirohito habe in Japan in einer Radiosendung allen japanischen Streitkräften befohlen, dem „Kaiserlichen Erlass zur Beendigung des Großostasiatischen Kriegs“ Folge zu leisten und zu kapitulieren. Yamashita erfuhr wenig später von der Rede. Noch am selben Tag wurde ein Waffenstillstand angekündigt, woraufhin die amerikanischen Einheiten ihren Kampf gegen die Positionen der Japaner auf der Sierra Madre einstellten. Aufgrund des Mangels an funktionierendem Fernmeldegerät erfuhren mehrere japanische Truppenteile jedoch nicht von der Vereinbarung und kämpften weiter. Am 2. September 1945 unterzeichnete General Yamashita die bedingungslose Kapitulation der kompletten japanischen Streitkräfte, die sich noch auf Luzon befanden. MacArthur, Wainwright, Krueger und auch Percival waren anwesend. Percival, der am 15. Februar 1942 vor Yamashita am Ende der Schlacht um Singapur kapituliert hatte, weigerte sich im Anschluss an die Zeremonie, Yamashita die Hand zu reichen, da er der Ansicht war, Yamashita habe Tausende alliierte Kriegsgefangene in den Tod getrieben. Daraufhin brach Yamashita in Tränen aus.

### Folgen
Es war den amerikanischen Truppen gelungen, das primäre Ziel der Operation Mike I, die Eroberung der Insel Luzon, zu erreichen. In einem Stabsbericht an General MacArthur hatte General Krueger noch am 1. April 1945 festgestellt: „Die Verbände in den Gebieten im Westen, Norden und Osten Manilas […] bis zum Fluss Cagayan, sowie in der Hauptstadt selbst, haben seit Anfang dieses Monats […] nicht mehr gegen eine operationsfähige feindliche Streitmacht zu kämpfen. Diese Gebiete, als Prioritätsziele gekennzeichnet, sind endgültig […] gesichert. Hingegen stehen die Verbände im Norden, vor allem im Gebirgszug Sierra Madre, vor einer 80.000 Mann starken feindlichen […] Streitkraft, die im Februar [1946] aufgerieben […] sein wird.“ Aus diesem Bericht wird deutlich, dass die Joint Chiefs of Staff zwar bereits Anfang April die zentralen Teile Luzons als gesichert betrachteten, die Dauer für die Rückeroberung der gesamten Insel jedoch deutlich länger einschätzten. Da die japanischen Truppen im Norden jedoch nicht als wirkliche Bedrohung aufgefasst wurden, wurden schon im Mai zwei komplette US-Infanteriedivisionen von Luzon nach Okinawa abkommandiert.
Die japanische Armee hatte während dieser Operation große Verluste erlitten. Da genaue japanische Angaben fehlen, ist man auf die Angaben des amerikanischen Berichts angewiesen, der, nach Abschluss der Kämpfe um die Insel im August 1945, die Vernichtung von 186 japanischen Panzern, 2304 Geschützen, 67 Flugzeugen und Tausenden Fahrzeugen meldete. Laut Bericht waren 205.535 japanische Soldaten während der Kämpfe um Luzon ums Leben gekommen. Angesichts der Tatsache, dass, nach japanischen Angaben, die Truppen, die noch Mitte Juli unter Yamashitas Befehl standen, aus wenig mehr als 50.000 Soldaten, 30 Panzern und 560 Geschützen bestanden, erscheint die US-Meldung als glaubwürdig. Auf alliierter Seite starben während der sechsmonatigen Schlacht insgesamt 9.739 Amerikaner und 9.506 philippinische Soldaten sowie etwa 200.000 philippinische Zivilisten, vor allem aufgrund japanischer Massaker.
In Japan selbst führten die ernomen Verluste der Schlacht um Luzon bereits vor dem Ende des Krieges zu einer militärischen Krise. Durch den amerikanischen Angriff auf Luzon wurde insgesamt ein Drittel der kompletten japanischen Streitkräfte im Westpazifik aufgerieben. Die hohen Verluste dieser und anderer Schlachten, wie die Eroberung Okinawas, sowie die atomare Bombardierung von Hiroshima und Nagasaki, brachten die japanische Regierung, bereits durch Kaiser Hirohito unter Druck gesetzt, dazu, vor den Alliierten zu kapitulieren. Daher erfolgte General Yamashitas Kapitulation am 2. September, am selben Tag wie die des gesamten Kaiserreichs Japan.
Die US-Truppen auf Luzon, die schon am 15. August, infolge des Waffenstillstands, den Kampf eingestellt hatten, bereiteten sich nun auf die Internierung und Entwaffnung der verbliebenen japanischen Truppen vor, deren Stärke auf noch bis zu 50.000 Mann geschätzt wurde.
Die letzten der japanischen Soldaten auf Luzon ergaben sich im Dezember 1945, da sie nicht von Yamashitas Kapitulation erfahren hatten. Insgesamt etwa 59.000 Japaner gerieten nach der Schlacht um Luzon in Kriegsgefangenschaft. General Yamashita und General Mutō kapitulierten in der Sierra Madre mit etwa 50.500 Mann der Shōbu-Gruppe. General Rikichi Tsukada, Befehlshaber der Kembu-Gruppe, ergab sich zusammen mit seinen 5000 Soldaten, während Generalleutnant Yokoyama Shizuo mit den 6000 Überlebenden der Shimbu-Gruppe kapitulierte, die am Anfang der Schlacht um Luzon über 70.000 Mann verfügte. Die komplette Entwaffnung dieser Truppen erfolgte vom 2. September 1945 bis zum 1. Januar 1946. Es wurden insgesamt 55.000 Gewehre, Tausende Pistolen, Offizierkatanas und Panzerbüchsen, sowie 1239 Geschütze, 38 Panzer und zwei Flugzeuge von den amerikanischen Truppen beschlagnahmt.
Die japanischen Gefangenen wurden allesamt auf Luzon als Prisoners Of War in philippinische Gefangenenlager interniert, unter anderem im Cabantuan Prison Camp. 20.000 Kriegsgefangene, darunter die Generale Mutō und Tsukada, wurden im Februar 1946 offiziell demobilisiert und zwischen Februar und Juli 1947 nach Japan zurückverschifft. Weitere 30.000 wurden zwischen 1948 und 1950 wieder nach Japan verschifft. General Yamashita wurde aber, zusammen mit weiteren 167 japanischen Offizieren und Soldaten, unter ihnen auch General Masaharu Homma, der die Philippinen 1942 erobert hatte, während der Kriegsverbrecherprozesse in Manila, unter anderem wegen der Kriegsverbrechen, die seine Truppen auf Luzon begangen hatten, angeklagt und für schuldig befunden. Gegen ihn, Homma sowie 25 weitere verurteilte Japaner wurde anschließend die Todesstrafe verhängt. Schon während der Verhandlung wurde der Prozess als unfair bezeichnet, da die Verteidiger zu wenig Zeit zur Vorbereitung der Verteidigung erhalten hatten und verschiedene Stellen, unter ihnen MacArthur, Druck auf die Richter ausübten, mit schnellen Urteilen und harten Strafen ein Exempel für die bevorstehenden Tokioter Prozesse zu statuieren. In diesen wurde Yamashitas Stabschef Mutō Akira später ebenfalls für die Massaker auf Luzon angeklagt und zum Tode verurteilt.